# دمشق
دِمَشْق، هي عاصمة الجمهورية العربية السورية، ومركز محافظة دمشق. وهي إحدى أقدم مدن العالم مع تاريخ غير منقطع منذ أحد عشر ألف عام تقريبًا، وأقدم مدينة - عاصمة في العالم. أصبحت عاصمة منطقة سوريا منذ عام 635.
هناك عدة نظريات في شرح معنى اسم دمشق، أوفرها انتشارًا كون اللفظة سامية قديمة بمعنى الأرض المسقية؛ يعود ذلك لموقع المدينة الجغرافي في سهل خصيب يرويه نهر بردى وفروعه العديدة، مشكلاً بذلك غوطة دمشق؛ وأيضًا يتميز موقع المدينة بوجود جبل قاسيون فيها. اقتصرت تسمية دمشق على المدينة القديمة حتى القرون الوسطى، حين أخذت المدينة بالتوسع خارجها، حاليًا تتألف دمشق من خمسة عشر منطقة سكنية متصلة بمحيطها من الضواحي لتشكل ما يعرف باسم دمشق الكبرى.
المدينة تعدّ المركز الإداري لمحافظة دمشق، بينما تتبع معظم الضواحي إداريًا لمحافظة ريف دمشق. حسب إحصاءات عام 2013 فإن عدد سكان دمشق بلغ 1.9 مليون نسمة، لتكون بذلك ثاني أكبر المدن السورية بعد حلب، بينما يبلغ عدد سكان دمشق الكبرى (حسب إحصاء 2010) 4.4 مليون نسمة،[بحاجة لمصدر] لتكون بذلك أكبر تجمع سكاني في سوريا، وبر الشام، وضمن أكبر عشر مدن في الوطن العربي بعد القاهرة، وبغداد والرياض؛ وتبلغ مساحة المدينة 105 كم2؛ غالبية سكان دمشق التقليدية هم من عرب سوريا على صعيد العرق، ومن المسلمين السنة على صعيد الدين. عبر التاريخ، سكنت دمشق جماعات صغيرة العدد، من أصول أوروبية - بلقانية بشكل أساسي - وعربية، بدواع مختلفة، انسجم أغلبها بمرور الوقت مع نسيج المدينة؛ تحوي دمشق أيضًا أعدادًا كبيرة من المواطنين المنحدرين من سائر المدن والمحافظات السورية، كمقيمين دائمين فيها. بوصفها العاصمة، فإن دمشق مقر جميع الوزرات والمقرات الهامة في الدولة السورية، بما فيها البرلمان، والمحكمة الدستورية العليا.
منذ العصور القديمة، اشتهرت دمشق بوصفها مدينة تجارية، تقصدها القوافل للراحة أو التبضع، كانت المدينة إحدى محطات طريق الحرير، وطريق البحر، وموكب الحج الشامي، والقوافل المتجهة إلى فارس أو آسيا الصغرى أو مصر أو الجزيرة العربية. هذا الدور الاقتصادي البارز لعب دورًا في إغناء المدينة وتحويلها إلى مقصد ثقافي وسياسي أيضًا، فالمدينة كانت خلال تاريخها مركزًا لعدد من الدول أهمها الدولة الأموية - أكبر دولة إسلامية من حيث المساحة في التاريخ، وفيها أقامت ودفنت شخصيات بارزة في تاريخ الشرق مثل صلاح الدين الأيوبي والظاهر بيبرس. أما حاليًا، فيقوم اقتصاد دمشق على التجارة، والصناعة المنتشرة في الضواحي، والسياحة، وقد اعتبرت دمشق عام 2010 واحدة من أفضل المقاصد السياحية في العالم، إلا أنّ الأزمة السورية المندلعة منذ 2011، أفضت إلى تراجع كبير في اقتصاد المدينة، وبروز أزمات اجتماعية واقتصادية فيها. اعتبارًا من سبتمبر 2019،
أي بعد مرور ما يُقارب ثماني سنوات على الحرب الأهلية، تم تصنيف دمشق على أنها المدينة الأقل ملاءمةً للعيش في العالم، من قبل وحدة الاستخبارات الاقتصادية. صنفت دمشق في عام 2022 أسوأ مدينة في العالم من حيث العيش.
تُعرف أيضًا بأسماء عديدة منها الشام ومدينة الياسمين؛ وقد احتلت مكانة إقليمية بارزة على صعيد الفنون، والآداب، والسياسة؛ وحظيت باهتمام الأدباء والشعراء والرحالة ونظم في وصفها العديد من النصوص الشعريّة والأدبيّة، نذكر منهم ياقوت الحموي الذي كتب:
| دمشق | ما وُصفت الجنّة بشيء، إلا وفي دمشق مثله. | دمشق |

ويقول نزار قباني:

## أصل التسمية
من أقدم الوثائق التي ذكرت فيها دمشق على مرِّ التاريخ رُقم مدينة إيبلا العائدة إلى حوالي عام 2000 ق.م، إذ وردَ ذكرها تحتَ مُسمَّى داماسكي. كما أن ذكرها جاءَ أكثرَ من مرَّة في النصوص المصريَّة القديمة، ومن أبرزها ألواح تحتمس الثالث العائدة إلى القرن الخامس عشر قبل الميلاد، حيثُ ذكرت باسم تيمساك، وفي رسائل تل العمارنة باسم تيماشكي. وفي الفترات التي تبعت ذلك تعاقبت عدة أسماء عليها مع كل دولة جديدة كانت تحكم المنطقة، فأطلق عليها الآشوريون دَمَشْقا وأحياناً استخدموا اسم إيميري شو أيضًا، والآراميون كانوا يُطلقون عليها اسم ديماشقو، كما ورد اسمي دارميساك أو دارميسيق في بعض النصوص الآرامية الذي قد يَعني «الدَّار/الأرض المسقية» أو «المكان الوافر بالمياه» أو «أرض الحجر الكلسي». ومنه في العصور الأنتيكية، عرف في اللغة اللاتينية، ومنها اللغات الأوروبية المعاصرة ببعض التحريف في النطق ليُصبح داماسْكُس (باللاتينية: Damascus).
بعد الفتح الإسلامي للشام عُرفت المدينة بالكثير من الأسماء، منها دمشق الشام تمييزاً لها عن مدينة غرناطة في الأندلس التي سُميت أيضاً دمشق العرب، وذاتَ العِماد لكثرة الأعمدة في أبنيتها، وباب الكعبة لوُجودها على طريق مكة، والفَيْحَاء لاتساعها ورائحتها الزكية، بالإضافة إلى عدة أسماء وألقاب أخرى منها جِلَّق وحصن الشام وفسطاط المسلمين. كما تُسمَّى أيضاً الشام، على طريقة تسمية الفرع باسم الأصل. يُوجد خلاف كبيرٌ وافتراضات عديدة بشأن أصل اسم دمشق نفسه وطريقة اشتقاقه في العربية؛ فأنصار الجذر العربي للاسم يرونه ناجمًا عن مصطلح دَمْشَقَ في العربية القديمة أي «إذا أسرع»، ولذلك يُقال أن المدينة سُميت باسمها لأن «أبناءها دَمْشَقوا – أي أسرعوا – في بنائها». أما غالب المؤرخين الذين أعادوا اللفظة لكونها سريانية، أو لاتينية، لا العربية، فيرون أنه اشتق من كلمة دُومَسْكَس بمعنى المسك أو الرائحة الطيِّبة، فيما يَرى آخرون أنها سُمِّيت تيمناً بالقائد اليونانيّ دماس الذي أسَّسَ المدينة، ونظراً إلى ذكر المدينة في رسائل تل العمارنة والكرنك في مصر باللغة الهيروغليفيِّة تحتَ مُسمَّى دِمَشْقُوا ودَمْشَقَا؛ كما ساد الاعتقاد بأن الكلمة مشتقة من اسم أحد أحفاد النبي نوح دَمَاشِق.
في الأيام الراهنة، تعرف دمشق في اللهجة السورية باسم الشام؛ أما أكثر ألقابها شهرة فهي، مدينة الياسمين، وجلّق، والفيحاء، إلى جانب عدد من الألقاب الأقل انتشارًا مثل درة الشرق، شامة الدنيا، شام شريف والتي كانت منتشرة بشكل رسمي خلال سوريا العثمانية، كنانة الله، الدار المسقية.

## التاريخ

### ما قبل العصر البرونزي
بحسب عمليات التنقيب والبحث التي تركزت في الغوطة ووادي نهر بردى فإن منطقة دمشق مأهولة بالبشر منذ ما يقارب 10,000 عام أي خلال مرحلة الصيد والانتقال، وقد عثر إضافة لآثار الإنسان العاقل على آثار لإنسان نياندرتال، وأبرز ما آثر عن تلك الحقبة فؤوس ومقاحف حجرية وغيرها من الأدوات اليدوية، غير أن الفترة الممتدة من انقراض إنسان نياندرتال قبل 40,000 عام وحتى 30,000 عام تلبث شديدة الغموض في تاريخ دمشق، وكذلك في تاريخ سائر الشرق الأوسط عمومًا، ثم تعود الآثار البشرية والحضرية للظهور مع دخول العصر الزراعي قبل 30,000 عام تقريبًا، إذ عثر على العديد من القرى والمستوطنات البدائية، خصوصًا في منطقة تل الأسود وتل الغريفة،  وقد عُثر في هاتين البقعتين من دمشق على أقدم مخازن الحبوب في العالم وبعض حبيبات من الشعير والقمح المتفحم، أما عن نمط الحياة حينها فقد بنى السكان الأوائل أكواخًا بيضوية صغيرة الحجم استخدم في بنائها الطين واللبن والقصب وهي من المواد التي كانت متوفرة بكثرة في المستنقعات والبحيرات التي كانت تسوّر المدينة، وجفّت مع تتالي الحُقب.
وبحسب تحليل مادة الكربون 14 فإن موقع تل الرماد يرجع تاريخه إلى النصف الثاني من الألف السابع قبل الميلاد وربما نحو 6300 قبل الميلاد، وقد شهدت المستوطنة البشرية تطورًا حياتيًا فاستعمل الحجر في بنائها ورصفت شوارعها بالحجارة أيضًا، وعثر في موقع تل الغريقة على أقبية ومخازن ومواقد للشيْ، وطور السكان نظام سقاية بسيط، كما عثر أيضًا على عدد وافر من عظام الماعز والغنم وغيرها من الحيوانات المدجنة، ورغم عدم تمكن المنقبين من وضع تصور دقيق حول الفن والحياة الاجتماعية والدين في دمشق خلال تلك الفترة، إلا أنّ المكتشفات تدلّ على وجود نوع من الفن وحياة اجتماعية متكاملة في كلا الموقعين. مستوطنة تل الغريقة دمرت في الألف الخامس قبل الميلاد، غير أنه خلال الفترة نفسها بنيت مستوطنة ثالثة شمال الغوطة، ويشير الباحثون إلى أن عددًا من السكان عاد إلى التنقل بدلاً من الاستقرار بدليل آثار المنازل الضعيفة الصنع، والتي تشير إلى تنقل مستمر بين المناطق، وإلى وفرة عظام الحيوانات، ما يدلّ على امتهان الرعي. كما يشير تحليل الكربون 14 في ولعلّ تطور الحركة العمرانية في المدينة يبدأ من الألف الثاني قبل الميلاد. كانت دمشق جزءًا من مقاطعة آمورو القديمة في عهد مملكة الهكسوس، ما بين 1720-1570 قبل الميلاد، وتذكر بعض السجلات المصرية القديمة من رسائل تل العمارنة حوالي 1350 قبل الميلاد، أنها كانت تسمى في ذلك العهد ديماسكو، وأنها تحت سيطرة ملك مصر القديمة بيرياوازا. حوالي عام 1260 قبل الميلاد، أصبحت دمشق فضلا عن بقية البلاد، ساحة معركة بين الحيثيين من الشمال والمصريين من الجنوب، وانتهت المعركة بتوقيع معاهدة بين هاتوسيلي الثالث ورمسيس الثاني، والتي سلمت مقاليد السيطرة على منطقة دمشق لرمسيس الثاني عام 1259 قبل الميلاد. وحوالي 1200 قبل الميلاد، وصلت شعوب البحر إلى دمشق، ما وضع علامة على نهاية العصر البرونزي في المنطقة ودخول العصر الحديدي؛ والذي لم تكن دمشق فيه، في الجزء الطرفي في الصورة، بل أثرت على عدد من المراكز السكانية في سوريا القديمة.

### في سوريا الآرامية
يعود ظهور دمشق كمدينة على جانب من الأهمية إلى فترة سوريا الآرامية حوالي القرن الثاني عشر قبل الميلاد؛ إذ أسس الآراميون سلسلة ممالك متحالفة مع بعضها البعض كانت آرام دمشق المذكورة في الكتاب المقدس إحداها؛ ويعود لتلك الفترة اكتساب دمشق لأقدم أشكال اسمها الحالي ديماشقو. أنشأ الآراميون نظام توزيع للمياه، وبنوا الترع وقنوات الري على أطراف نهر بردى، وهو ما ساهم بازدهار الزراعة وزيادة عدد السكان، خصوصًا من ناحية وفود قبائل آرام زوبة من سهل البقاع المجاور لدمشق، واستقرارهم في المدينة، وهو ما جعل دمشق تابعة لمركزهم في البقاع، حتى القرن العاشر قبل الميلاد، حين تمكّن إيزرون عام 965 قبل الميلاد من الإطاحة بـآرام زوبة مؤسسًا الكيان المستقل المعروف بآرام دمشق؛ التي بزرت كالقوة المتفوقة في جنوب سوريا الآرامية، وسعت للتوسع واحتكار طرق التجارة مع الشرق، وحاربت مملكة إسرائيل، لاسيّما في عهد بن حدد الأول (880 - 841 قبل الميلاد)، وفي عهد خلفه حزائيل غدت باشان المعروفة اليوم باسم حوران إلى مملكته؛ إلا أن بن حدد الثاني فشل في حصار السامرة ووقع في الأسر، ما اضطره إلى فتح المجال التجاري لليهود في دمشق؛ بكل الأحوال فإن التهديد الذي شكلته الإمبراطورية الآشورية كان أحد أهم أسباب عقد معاهدة السلام بين آرام دمشق ومملكة إسرائيل، لمواجهة الخطر المشترك على كليهما.
في عام 853 قبل الميلاد، قام الملك هدادايزر من دمشق بقيادة تحالف سوريا الآرامية، وقد شمل هذا التحالف قوات من شمال مملكة حماة، والقوات التي وفرها أحاب ملك إسرائيل؛ واحتدم القتال في معركة قرقر ضد الجيش الآشوري، والذي انتهى بانتصار التحالف الآرامي. قتل هدادايزر على يد خليفته حزائيل الثاني، وإنهار التحالف المعقود مع مملكة إسرائيل، فحاولت آرام دمشق غزوا مملكة إسرائيل مجددًا لكن الغزو الآشوري الثاني أفضى لإلغاء الخطة. أمر حزائيل الثاني بالتراجع إلى الجزء المحصن من دمشق، في حين نهب الآشوريون ما تبقى من المملكة، إلا أنهم فشلوا من دخول مدينة دمشق ذاتها، معلنين سيادتهم على حوران والبقاع. وبحلول القرن الثامن قبل الميلاد، تمكنت الإمبراطورية الآشورية من الاستيلاء على جميع الممالك الآرامية في سوريا بما فيها دمشق؛ وبالرغم من الاضطرابات السياسية والثورات التي شهدتها هذه الفترة، إلا أن المدينة اشتهرت كمركز تجاري وثقافي في سوريا الآرامية؛ كما ازدهرت كموقع للقوافل التجارية نحو الشرق والجنوب؛ ولم تضمحل اللغة أو الثقافة الآرامية بل انتشرت نحو الأجزاء الشرقية من الهلال الخصيب؛ وبحلول سنة 605 قبل الميلاد اضمحلت السيطرة الآشورية بعد سقوط نينوى بيد الميديين والبابليين، الذين ورثوا حكم سوريا، التي أضحت أو بعض أجزائها على الأقل ومنها دمشق ضمن نطاق سيطرة الفرعون نخاو الثاني، لفترة وجيزة، إلا أن الإمبراطورية البابلية الثانية تمكنت من استعادتها بعد فترة قصيرة. وأصبحت المدينة لاحقا بعد صعود الأخمينيين جزأ من إمبراطوريتهم.

### في سوريا الأنتيكية

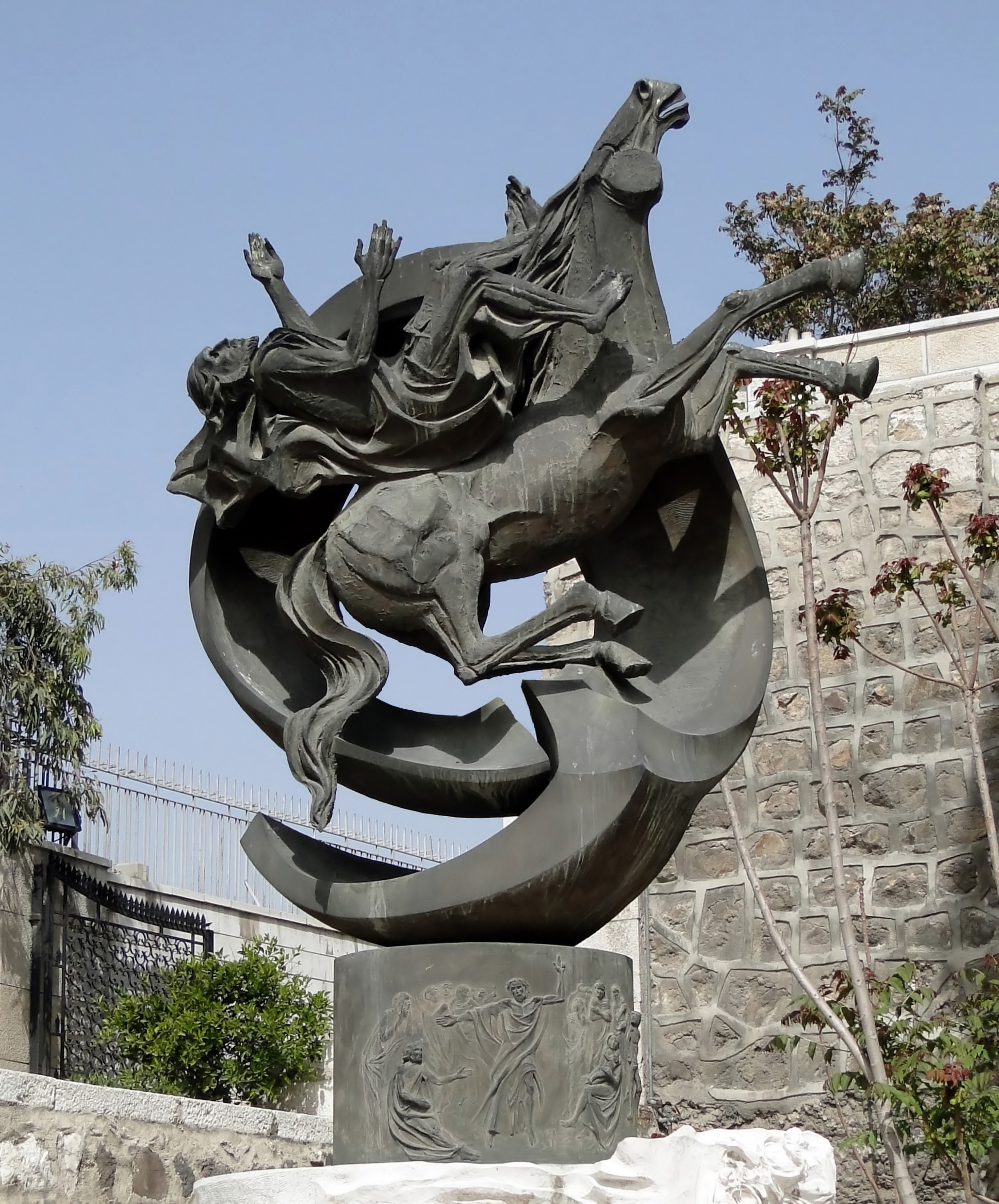
نصب تحول بولس إلى المسيحية في باب كيسان.

لحوالي الألف عام وبدءًا من 331 قبل الميلاد، كانت دمشق جزءًا من سوريا الأنتيكية، أساسًا عبر حكمي الدولة السلوقية ثم ولاية سوريا الرومانية؛ وخلال بعض الفترات كانت دمشق جزءًا من ممالك الحكم الذاتي السورية، كدولة الأنباط في القرن الأول، ومملكة تدمر في القرن الثالث، ويذكر أن سكان دمشق استنجدوا بالملك النبطي الحارث الثالث عام 84 لحمايتهم من قطاع الطرق، وبذلك بلغت الدولة النبطية أقصى اتساعها. واكتسبت دمشق وضع مدينة حرّة، وهو ما كان يعفيها من الضرائب ويشجّع فيها التجارة، وشكلت حلف المدن العشر أو «الديكابوليس» بدءًا من القرن الأول قبل الميلاد؛ ومنحت في عهد الإمبراطور هادريان وضح متروبول أي مدينة كبرى، وإن لم تكن مركزًا لولاية حتى عام 400 حين قسّم البيزنطيون البلاد إلى أربعة ولايات، والتي كانت دمشق بموجبها عاصمة ولاية فينيقيا الثانية. ولعلّ أكبر كارثة حلّت بالمدينة، الاجتياح الفارسي عام 614 بقيادة كسرى الثاني، والذي انتهى عام 629 حين تمكن هرقل من طرد الفرس في سوريا.

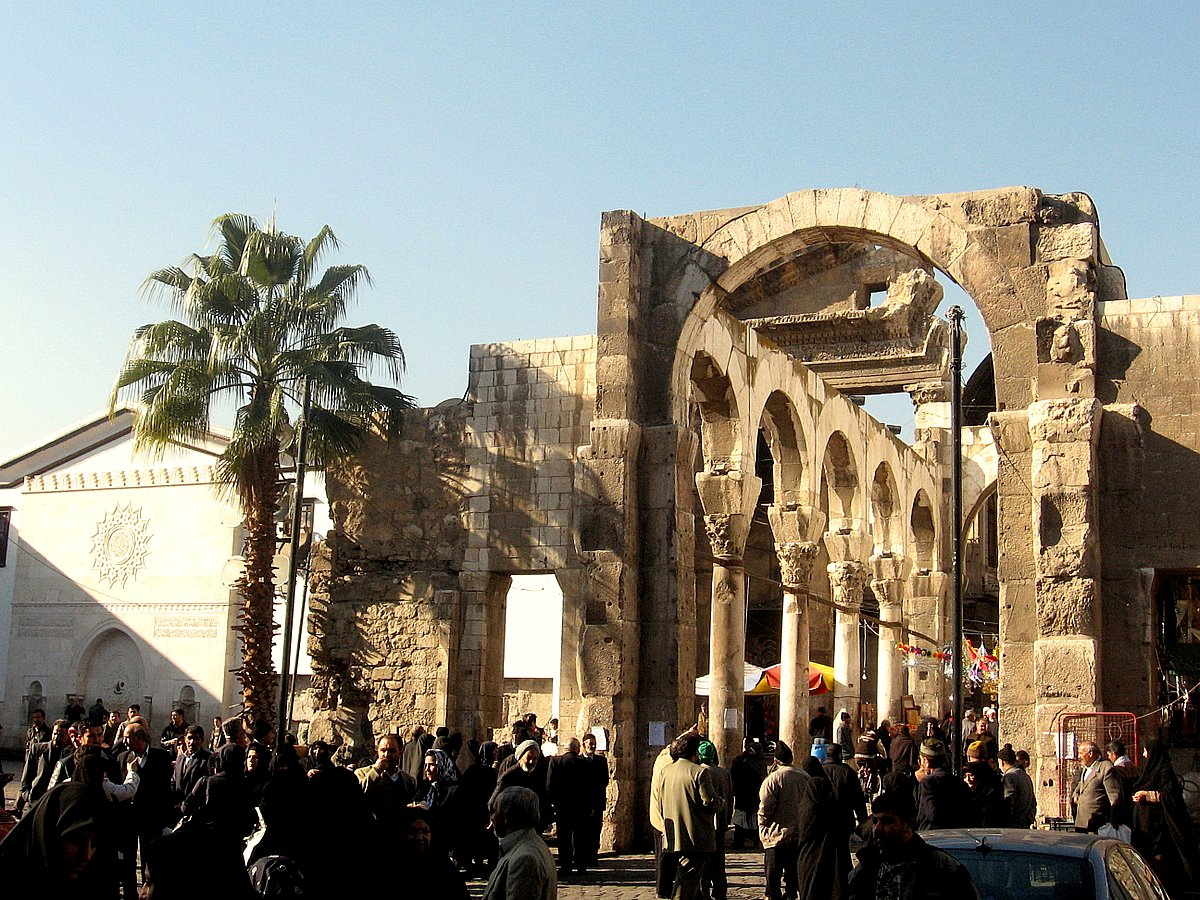
بقايا معبد جوبيتير في دمشق.

مكثت دمشق سريانية اللغة والثقافة في العصور الأنتيكية، رغم انتشار اليونانية فيها لاسيّما في الطبقات العليا، ولم تحلّ لغة الانثقاف مكان اللغة الأصلية كما حصل في مناطق عديدة لاسيّما في الساحل، وبرزت من دمشق شخصيات سورية يونانية الثقافة على مستوى الإمبراطورية مثل أبولودور؛ وشهدت دمشق في مرحلة سوريا الأنتيكية، ازدهارًا عمرانيًا، وتخطيطًا على نمط هيبوداموس وتوسعًا، واحتوت كعواصم العالم الإغريقي، مسارح، وساحات لسباق الخيل، وحمامات، وأقواس نصر، ومدافن فخمة، ويعود لتلك الحقبة من تاريخ دمشق، نمو سورها، وأبوابها، ويضيف بعض المؤرخين قلعتها. خلال مرحلة ما قبل الميلاد، انتشرت عبادة الإله الآرامي حدد - وهو المقابل لجوبتير الروماني، وزيوس اليوناني، ضمن سياسة توفيق الآلهة - في المدينة؛ ووصف بكونه سيّد دمشق، وشيّد على اسمه معبد جوبتير؛ ووجدت في دمشق جماعات ضخمة من يهود سوريا من مرحلة قبل الميلاد، وانتشرت فيها المسيحية منذ قرنها الأول، وحسب سفر أعمال الرسل، فإن القديس بولس، تحوّل إلى المسيحية قرب دمشق،أع 9:3] ومنها انطلق في النشاط التبشيري، بعد أن تمّت تدليته في سلة من إحدى نوافذ السور، إذ أراد الحاكم إلقاء القبض عليه وقتله.2كو 11:33]

### الخلافة الراشدة والأموية
في سبتمبر 635م فتح خالد بن الوليد دمشق سلمًا بعد ستة أشهر من الحصار، ومنح في إثرها الأمان لسكانها حسب صكّ التسليم المبرم بينه وبين أسقفها سرجون بن منصور؛ وهو الصك الذي استسلمت بموجبه سائر المدن السورية؛ وفي العام التالي (13هـ/636م) وقعت معركة اليرموك الحاسمة في تاريخ فتوح الشام. بعد الفتح استقرّ الولاة في دمشق، وبذلك انتقلت عاصمة البلاد من أنطاكية إليها؛ وبعد أربع سنوات من الفتح عيّن معاوية بن أبي سفيان واليًا على دمشق، خلفًا لأخيه يزيد بن أبي سفيان؛ وخلال فتنة مقتل عثمان أعلن معاوية التمرد على الخليفة علي بن أبي طالب، واستقلّ بحكم الشام، وبسط نفوذه في مصر عبر عامله عمرو بن العاص، وبعد خمس سنوات من القتال، انتهت الحرب في عام الجماعة (40هـ) بإعلان الدولة الأموية وعاصمتها دمشق؛ وبذلك يكون معاوية قد حكم دمشق أربعين عامًا عشرون منها كوالي، وعشرون أخرى كخليفة.

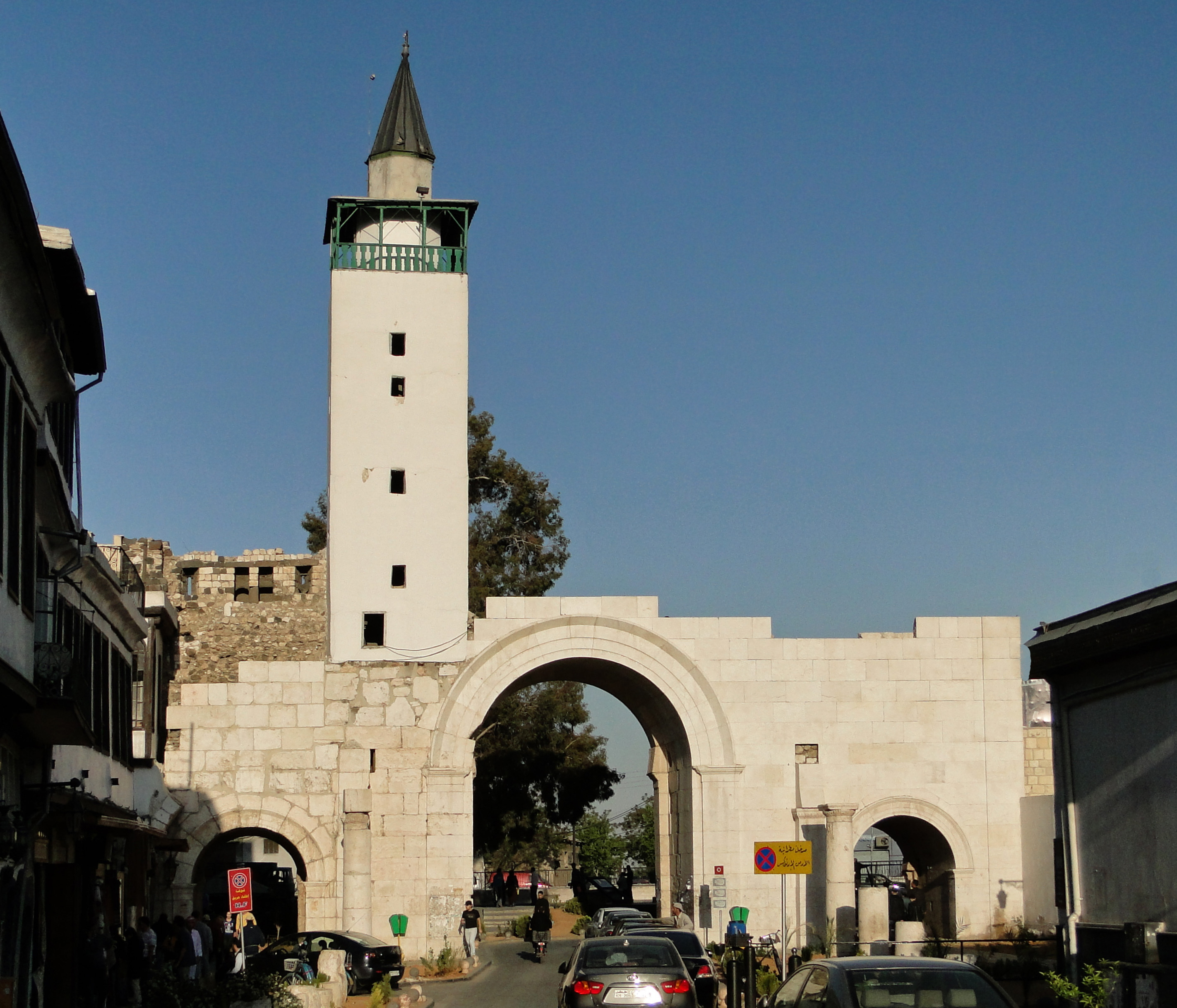
باب شرقي في نهاية الشارع المستقيم، وحسب بعض الروايات المتأخرة، منه تم الفتح.

وخلال «الفتنة الثانية» والتي كان قائدها في دمشق يزيد بن معاوية، نقل إلى دمشق رأس الإمام الحسين وعدد من نساء أهل البيت منهم السيدة زينب؛ كما استقر في دمشق عدد من زوجات النبي، والصحابة، ودفنوا فيها. خلال الصراع بين فروع الأسرة الأموية على الحكم وقعت معركة مرج راهط قرب دمشق بين أتباع الأمويين وأتباع عبد الله بن الزبير، والتي ثبتت البيت المرواني وزعيمه مروان بن الحكم في السلطة؛ وفي أعقاب حكمه لا سيّما أيام ابنه عبد الملك، وحفيديه الوليد وهشام، عاشت دمشق أزهى أيامها، فمع توسع الدولة وتدفق أموال الجباية على عاصمتها تكاثرت في دمشق القصور والحمامات وغيرها من المباني والمحال العامة، ويروي المؤرخون أن الناس إذا التقوا بعضهم في أيّام الوليد وهشام، كان حديثهم عن العمارة، وفنون البناء، ومجمل ما يمكن استنتاجه من خلال مصادر المؤرّخين، أن مدينة دمشق في العهد الأموي كانت تحفل بحلّة جميلة بعد أن نعمت بالمركز الممتاز، والخير العميم، والازدهار الاقتصادي، ويحدّث المؤرخون عن أحواض المياه والنواعير والسّقايات التي كانت منبّثة على أطراف الشوارع، وعلى أبواب المباني العامّة، وفي الأسواق والسّاحات، وعند أبواب المدينة، ولقد عدّد ابن عساكر عشرين منها كانت باقية إلى عهده يرجع أكثرها إلى عصر بني أميّة؛ ولعلّ «دار الإمارة» التي شيدها معاوية لتكون مقرًا له والتي سميت أيضًا «الدار الخضراء» نظرًا لقبتها الخضراء، إحدى أول وأبرز المشاهد العمرانية الأمويّة في المدينة، كما شيّد الأمويون مستشفيان كبيران داخل المدينة ودارًا للخيول.
وبنى الوليد الجامع الأموي وأسرف في تزينه بالفسيفساء، وكذلك الحال في حلب، وكان الجامع الأموي مسجد دمشق الوحيد داخل الأسوار إلى جانب مصليين صغيرين خارجها، ولم يبن الأمويون سواهم. ونتيجة هذا الازدهار استقر حولها على ضفاف نهر بردى عدد من القبائل، وشقّ «نهر يزيد» من نهر بردى لتأمين الريّ لمساحة أكبر من الأراضي؛ كما اهتمّ الوليد أيضًا بالطرقات وربط المدن بعضها ببعض لا سيّما بين دمشق والبادية، حيث شيّد الأمويون ما يزيد عن عشرين قصرًا للتنزه وممارسة الرياضات المختلفة، وشهدت المدينة بالتزامن مع ذلك نهضة ثقافيّة. وبعد وفاة هشام أصيبت الدولة بالتصدع، وتعاقب عليها ضعاف الخلفاء، واندلعت فيها فتن دامية بين العرب من القيسية واليمنية، وخلع البيت الأموي نفسه خليفتين، ونقل مروان بن محمد آخر الأمويين، عاصمته إلى حران، ولم يتوقف تداعي صرح الدولة في عهده، وبختام العصر الأمويّ زال عهد دمشق الذهبي.

### الخلافة العباسية

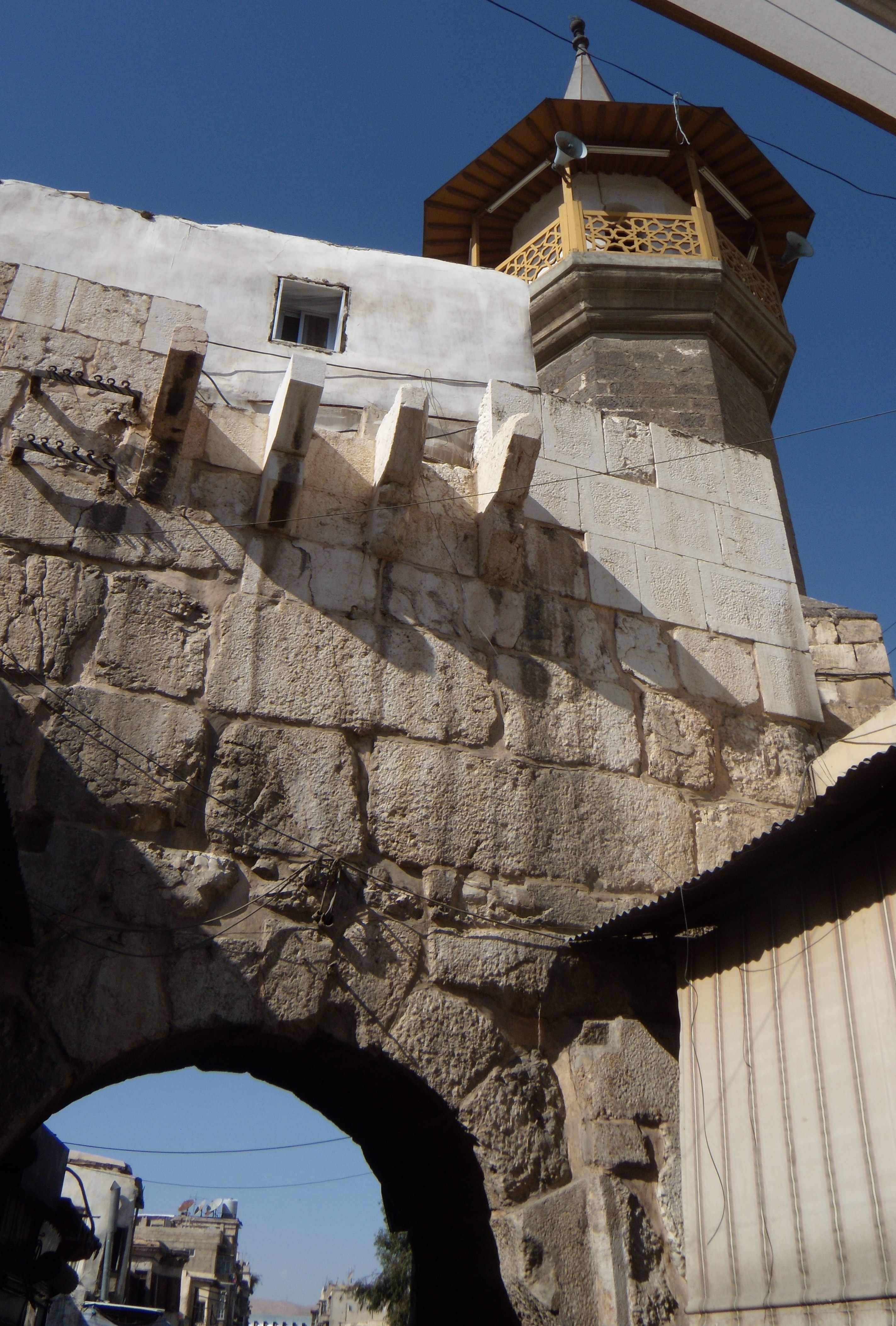
باب الصغير في دمشق القديمة، النقطة التي دخل منها العباسيون إلى المدينة.

تابعت قوات الثورة العباسية تقدمها في أملاك الدولة بعد انتصارها على الأمويين في معركة الزاب عام 749م، حتى فرضت حصارًا على دمشق دام شهرًا ونصف الشهر، ثم تمكّن المحاصِرون من نقب السور عند باب الصغير، وفتحت المدينة للعباسيين، الذين ارتكبوا فيها قسطًا وافرًا من عمليات القتل، والنهب، والتدمير، وقد ذكرها مؤرخو تلك الفترة ومنهم المقدسي. وقد أهملت المدينة في العصر العباسي الاول، ولم تول أية أهمية، وشهدت عدة ثورات ضد الولاة العباسيين، منها ثورة عثمان الأزدي عام 753، وثورة 850 ضد المتوكل على الله لما مارسه واليها من «استذلال» لأهلها، ثم عام 868 بقيادة عيسى بن الشيخ الذي أعلنها دولة مستقلة استمرت حتى عام 896، حيث كلف المعتمد على الله أماجور التركي بالقضاء على دولة عيسى بن الشيخ، وهو ما تمّ له فعلاً. كذلك فقد اندلعت فتن وحروب أهلية بين القيسية واليمانية داخل المدينة بين 792 - 796، وفي عام 802 أيضًا. ويذكر أنّ المتوكل على الله أراد نقل حاضرة الخلافة من سامراء إلى دمشق، وكتب لواليه فيها بذلك، غير أنه لم يمكث فيها سوى شهرين وعاد إلى سامراء تحت ضغط رجال دولته الأتراك. ولم يترك العباسيون أثرًا معماريًا هامًا في المدينة باستثناء ما ذهب إليه عدد من المؤرخين بأن قبة الخزنة في الجامع الأموي إنما بنيت في خلافة محمد المهدي عام 774.

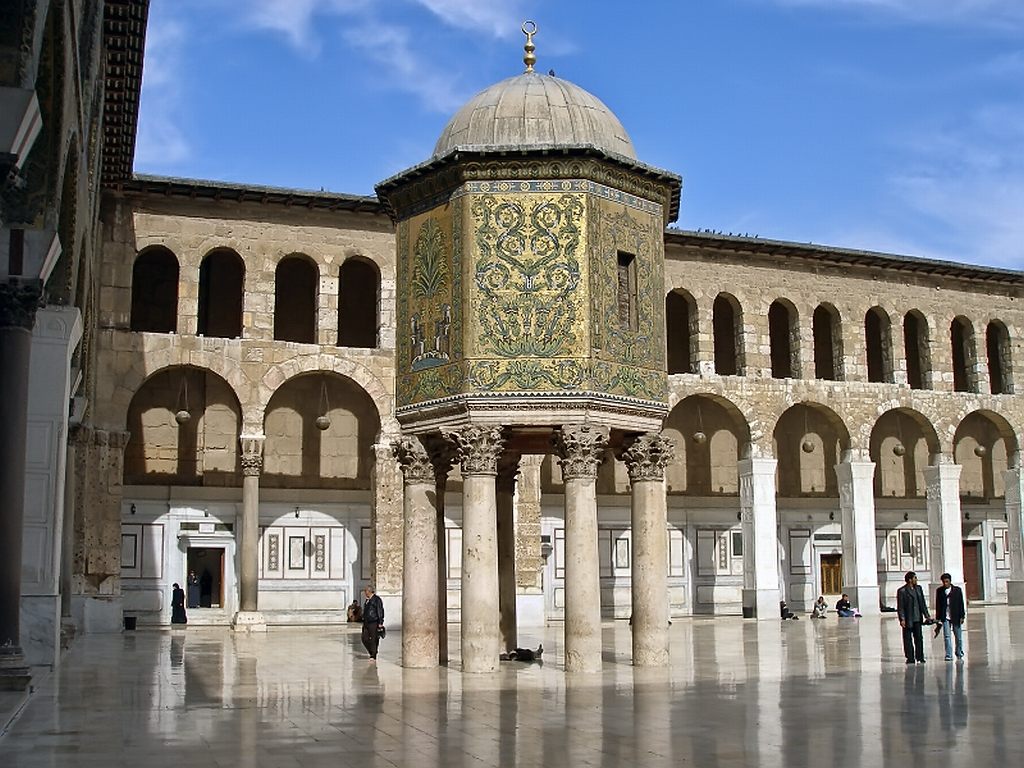
"قبة الخزنة" في الجامع الأموي، التي يعود بنائها للخليفة المهدي.

خلال القرن العاشر الذي تميّز بضعف الدولة في بغداد، وانتشار الدويلات المستقلة في أرباضها، تتالى على حكم دمشق الطولونيون حتى عام 906، ثم الإخشيديون، وتعرضت المدينة في عهدهم لغارات شنها القرامطة والبيزنطيون؛ وتلا الإخشيد الحمدانيون 968 حين استعادها الإخشيد مجددًا عام 967، وكانت جزءًا من أملاك خلفائهم الفاطميين حتى 947، حين استنجد أهل دمشق بالقائد التركي أفتكين الذي وصل حمص، فزحف منها إلى دمشق للسيطرة عليها، وقد وقعت اثنتي عشرة معركة بين أفتكين والقائد الفاطمي جوهر، كان آخرها معركة الشاغور، التي خرجت بنتيجتها الشام عن حكم الفاطميين؛ إلا أنهم عادوا بعد فترة قصيرة، وساءت أيام الفاطميين أحوال المعيشة وهجرها السكان بنتيجة الغلاء، فانخفض عدد قاطنيها بشكل كبير، وقامت ثورات أحداث عامي 982 و999، واستمرّ حكم الفاطميين حتى 1075 حين سيطر عليها السلاجقة، بقيادة تتش بن ألب أرسلان ثم ابنه دقاق؛ اهتم السلاجقة بالناحية الدينية في دمشق خصوصًا إثر انتشار المذهب الشيعي في أعقاب سيطرة الفاطميين على المدينة، فأنشؤوا عددًا من المدارس الدينية مجانًا، كما اعتنوا ببناء البيمارستانات، وقد تحولت دمشق إلى دولة سلجوقية مستقلة بعد انفراط عقد الدولة السلجوقية الموحدة إلى مجموعة من الدول المسيطرة على المدن الكبرى في الشام.

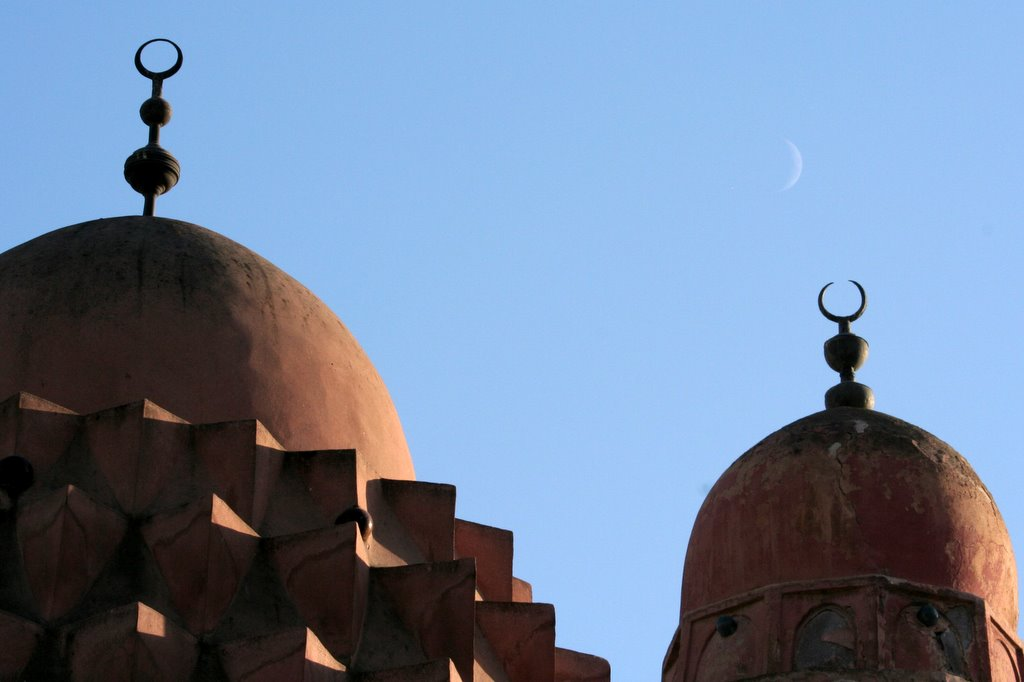
قبة مدفن نور الدين زنكي في دمشق القديمة.

بعد نجاح الحملة الصليبية الأولى في تأسيس إمارات لها في الساحل الشامي، بلغت حدود مملكة بيت المقدس أطراف دمشق الجنوبية في الجولان، وتعرضت حوران لغارات عديدة من قبلهم، وهو ما هدد أمن دمشق واقتصادها، لكون حوران مصدر قمحها؛ وأبرمت دمشق السلجوقية عام 1110 هدنة مع مملكة بيت المقدس، وفي 1129 اتهم السلاجقة الإسماعيليون بالخيانة وقتل 6,000 إسماعيلي من سكان المدينة مع قادتهم؛ وشهد عام 1132 انتقام الإسماعيلية باغتيال تاج الدين البوري، حاكم دمشق السلجوقي؛ واستغلّ صليبيو القدس الوضع مجهزين جيشًا من 60,000 جندي للهجوم على المدينة، فقام تاج الدين بوري بالتحالف مع عماد الدين زنكي بهدف منع تقدم الجيش وهو ما نجح في تحقيقه؛ وفي عام 1148 ضربت الحملة الصليبية الثانية حصارًا حول دمشق إلا أنه باء بالفشل بجهود نور الدين زنكي حاكم حلب، الذي عاد فخلع السلاجقة عام 1154 موحدًا سوريا تحت حكمه؛ وبعد وفاة نور الدين واندثار الدولة الزنكية، تبعت دمشق حكم صلاح الدين والدولة الأيوبية التي شملت في عهده الشام، ومصر، والحجاز، واليمن؛ إلا أنه بعد وفاته عام 1193 انقسمت دولته بين الورثة، فكانت دمشق دولة أيوبية مستقلة بين 1193 - 1201، و1218 - 1245، و1250 - 1260. خلال فترة الحروب الصليبية، اكتسبت دمشق سمعة كبيرة لدى الصليبيين، فالحرير والخشب المزخرف والمطعم وغيرها من سلع الرفاهية إنما كانت تنقل عبر دمشق ومنها إلى أوروبا.

### عهد السلطنة المملوكية
اعتبر المماليك الذين حكموا البلاد بدءًا من 1250 دمشق ثاني مدنهم بعد القاهرة لموقعها الحربي وغنى أراضيها؛ واعتبروها مركز نيابة بلاد الشام. وتتالت على دمشق في القرن الثالث عشر غزوات المغول المتلاحقة، وأشدها «غزوة غازان» التي وقعت في عام 1300، وقد بلغ عدد قتلى سكان المدينة حوالي مائة ألف شخص حسب ما نقل عن قدماء المؤرخين، إلى جانب إحراق مكتباتها وأسواقها، غير أنهم فشلوا في اقتحام قلعتها لمناعة موقعها وحصانة سورها المزدوج، فخرجوا من المدينة وأعيدت الخطبة لسلطان مصر.

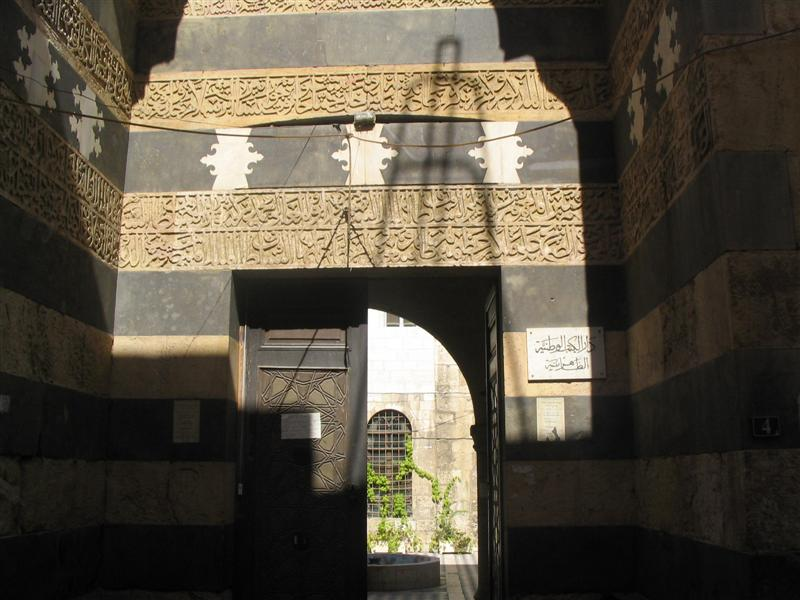
المكتبة الظاهرية في المدينة، وقد بناها الظاهر بيبرس لتكون مدرسة شرعيّة، وغدت اليوم دارًا للكتب ومتحفًا للوثائق والمخطوطات القديمة.

وفي عام 1402، قام المغول بحملة ثانية على دمشق بقيادة تيمورلنك، وقد أحرقت المدينة بما فيها الجامع الأموي، وسُبي منها بنتيجة الحملة عدد وافر من الصنّاع والحرفيين والعلماء إلى سمرقند، فساهموا بنهضتها الثقافية. وفي عهد السلطان برسباي (1422 - 1438) أصيبت بلاد الشام بدءًا من حلب وانتهاءً بالكرك بوباء مجاعة، حتى مات الناس من الجوع أو من الطاعون، ولعلّ عدم إيلاء المماليك للزراعة الاهتمام الكافي من ساهم في انتشاره، ويقول نقولا زيادة أنه لو لم تكن دمشق غزيرة المياه وخصبة الأراضي لما عادت إليها الحياة المزدهرة بسرعة ما كان، على أن المماليك لم يهملوا الزراعة فحسب بل الأمن أيضًا وباستثناء قلعة دمشق التي يتولى شؤون حراستها حامية معينة من القاهرة، فإن أحياء دمشق وحاراتها كانت معرضة لغزو البدو وقطاع الطرق، هذا ما دفع أهالي الأحياء لتسليح أنفسهم وتنظيم فرق من أهالي الحيْ تتولى الدفاع عن الحي، ثم أصبح لهذه القوى من الأمن ذاتي ما يشبه نقابات خاصة؛ كذلك فقد حُصر بآل السيوفي منصب شيخ المدينة، يتناقله أعضائها بالوراثة، ومن مهام شيخ المدينة تمثيل الأهالي ومطالبهم أمام الوالي، والتوسط لهم في القضايا المختلفة. رغم ذلك فإن عدد سكان المدينة كان ينمو باطراد وحينها كان حي الصالحية أكبرها، إضافة إلى ظهور أحياء جديدة وضواحي على أطرافها، وإلى جانب النمو الديموغرافي فإن نموًا اقتصاديًا شهدته المدينة خلال القرنين الرابع عشر والخامس عشر، وقامت عدد من الأسواق كسوق الدباغين وسوق الخيل وسوق ساروجة الذي كان أكبرها وأسرعها نموًا. وقد اهتم المماليك بتأسيس المدارس الشرعية الإسلامية ومنها المدرسة الظاهرية التي اشتهرت بزخرفتها، وأداروا ستة مستشفيات كبيرة تعرف باسم «البيمارستان» خلال مدة حكمهم، ومنذ القرن الخامس عشر غدت دمشق مركزًا هامًا للصوفيين، وقد برز من المدينة خلال حكم المماليك عدد من الشعراء والمؤرخين والفقهاء وغيرهم.

### في سوريا العثمانية

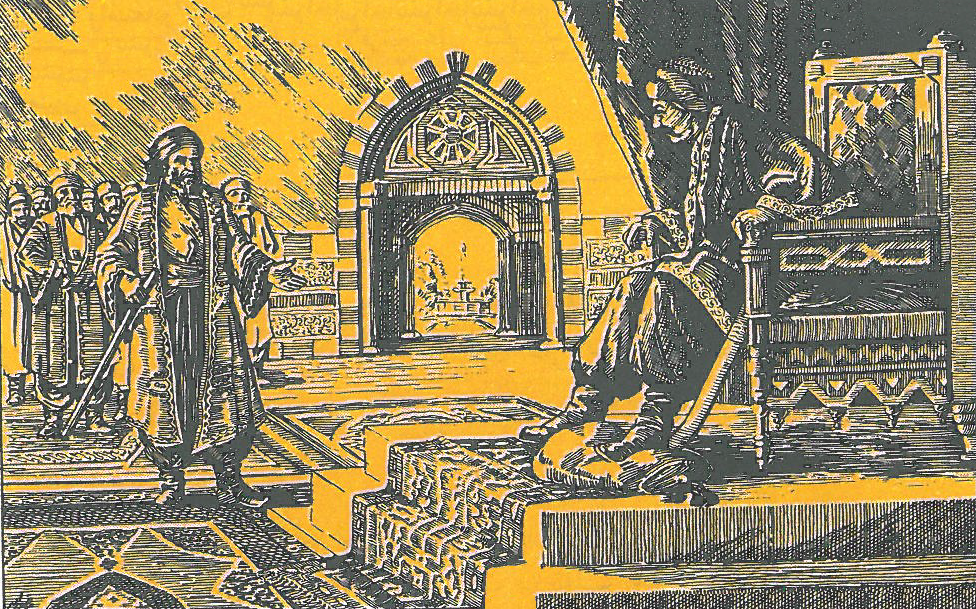
الأمير فخر الدين المعني الأوّل يلقي خطابه بين يديّ السلطان سليم في دمشق

أوليت دمشق أهمية خاصة خلال زمن الدولة العثمانية ولقبت «بالشام الشريف»؛ وبعد معركة مرج دابق، دخل السلطان سليم الأول دمشق يوم 26 سبتمبر 1516، وكان أول أعماله ترميم الجامع الأموي؛ وقضى السلطان سليم في دمشق فترتين الأولى عام 1516، والثانية بعد عودته من مصر عام 1517، حيث أنفق معظمها في تنظيم الشؤون الإدارية للولاية، وفي عام 1524 ثارت دمشق بقيادة واليها جان بردي الغزالي، وانضمت إليها مدن أخرى كحمص وحماه، فسار فرحات باشا والي حلب بأمر من سليمان القانوني إليها، فقضى على التمرد قبل امتداده.
بين العصرين المملوكي والعثماني استمرت الكتابة في مصنفات تربية الأطفال وتأديبهم، ونذكر من مصنفات تلك الحقبة ابن حجر الهيتمي (974-909هـ/1566 – 1503 م) الذي وضع وهو في مكة مصنفه الشهير"تحرير المقال في آداب وأحكام وفوائد يحتاج إليها مؤدبو الأطفال. ويبين الهيتمي في مؤلفه هذا ما يحتاج إليه مؤدبو الأطفال من المعارف المتصلة بالتربية، ويعرض لأهم المبادئ التربوية التي توجه عمل المؤدبين في دور العلم.
ووقف المؤرخون الدمشقيون اللاحقون (م1546) أمام انتشار ظاهرة فساد الأخلاق في فترة القرن الذي سبقهم، والتي كانت محل استهجان ورفض ونقد لموقف السلطة السياسية منها، وبخاصة فيما يتصل بارتكاب الفواحش والجهر بها من شرب الخمر، وممارسة اللواط، وانتشار بنات الهوى في الأسواق.
ويكشف ابن طولون الصالحي (ت:953هـ/1546م) بأن لبنات الهوى بيوتاً خاصة بهن؛ إذ يذكر في أحداث شهر جمادى الأولى سنة 885هـ/ تموز 1480م أنه تم تخريب «..بيوت بنات الخطأ بين جامع التوبة وجامع الجديد بعد أن اشتريت القيسارية من ابن الصقر التاجر بمبلغ ثلاثين أشرفية، ثم انتقلت بنات الخطأ إلى جوار المدرسة اليونسية بالشرف الأعلى» 
غير أن اهتمام العثمانيين بالمدينة لم ينقص، فشيّدوا التكية السليمانية، ورمموا حي الصالحية، الذين لا يزالا ماثلين إلى اليوم، كأحد منجزات العثمانيين المعمارية المبكرة في سوريا، ولم يكن استقرار الولاة من شيم العهد العثماني، وهكذا تعاقب على دمشق في 148 سنة الأولى من حكم العثمانيين فيها ما لا يقلّ عن 138 واليًا ولم يدم منهم في وظيفته مدة سنتين إلا ثلاثة وثلاثون واليا؛ وبين عامي 1815 و1895 توالى 61 والي بمعدل والي في كل سنة ونصف. وكان الولاة دائمي النزاع مع الولايات المجاورة، فعلى سبيل المثال نشبت الحرب بين والي دمشق ووالي طرابلس الشام بين عامي 1664 و1667.

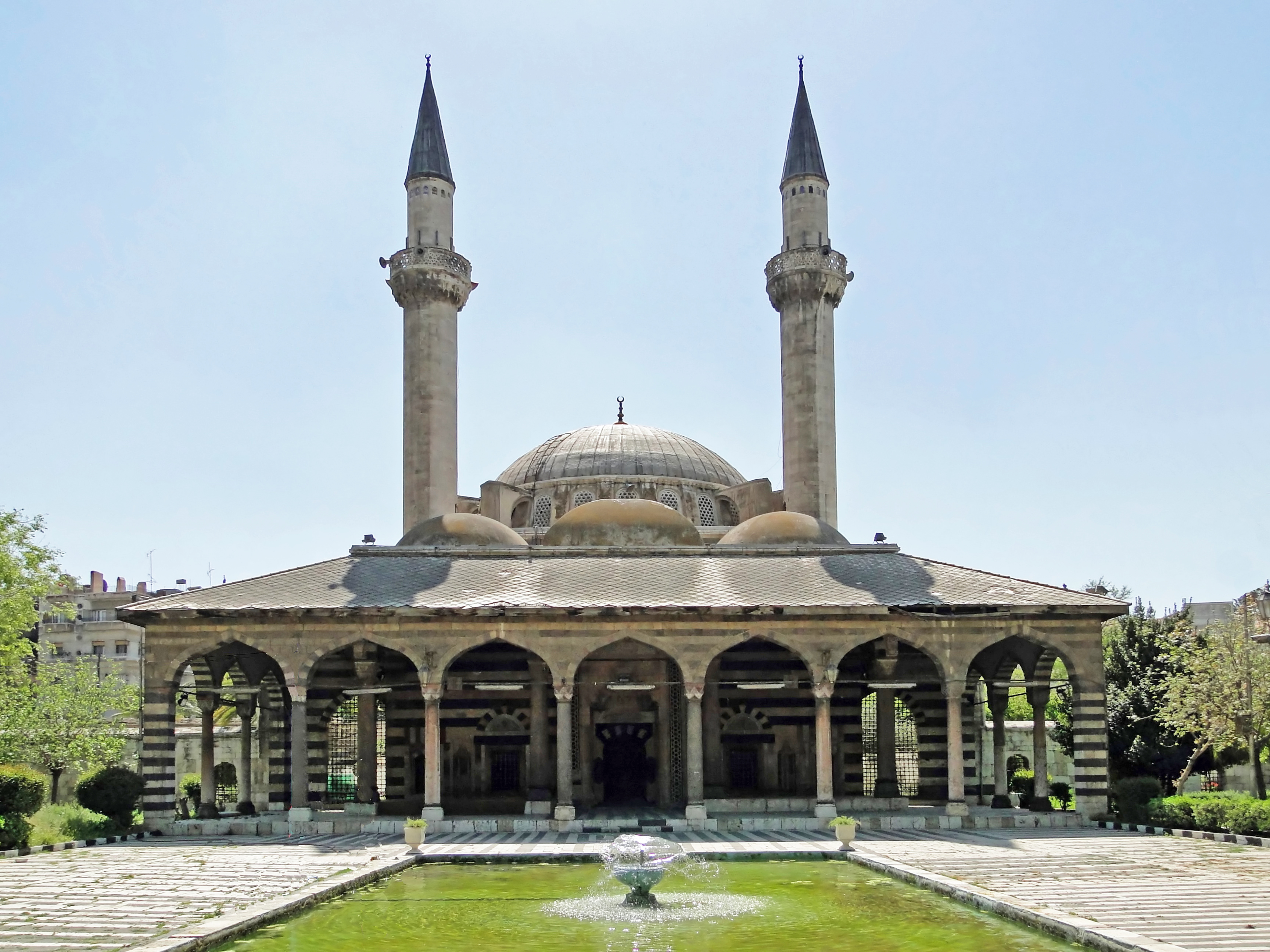
التكية السليمانية التي أنشأت بأمر السلطان سليمان القانوني في القرن السادس عشر.

أصبحت دمشق ميناءً بريًا للقوافل التجارية بين مختلف مناطق الدولة، وحسب شهادة الرحالة الفرنسي لوران دارفيو في القرن السابع عشر، فإن سكّان دمشق يحبون العيش برفاهة واقتناء الآثاث الفاخر، وأن منازل المدينة توحي بالعظمة لروعتها، أما فيما يخصّ التجارة فقد كتب درافيو أن دمشق واحدة من الأسواق الرئيسية في الدولة العثمانية فهي محط القوافل التجارية القادمة من مكة والهند وبلاد فارس محمّلة بمختلف السلع، ومكان لصناعة الأقمشة التي اشتهرت بها المدينة. وإلى جانب القوافل التجاريّة، فإن المدينة والتي كانت نقطة تجمّع لقوافل الحجاج المسلمين، قد اعتمدت على قوافل الحج في تأمين الوفرة النقدية وتنشيط عمليات البيع والشراء. لسوء الحظ، فإن قوافل الحج في أواسط القرن الثامن عشر قد تعرضت لهجمات من قبل البدو أو من قبل مقاتلي الحركة الوهابية وفشل الولاة المتعاقبون في الغالب في تأمين الحجيج ولعلّ أكبر الحوادث ما وقع عام 1757 حين نهبت القافلة التي كانت تحوي ستين ألف حاج بكامل ما تحمل. ونتيجة انعدام الأمن خلال تلك المرحلة انخفض عدد الحجاج إلى نحو ألفي حاج فقط ما أثر على اقتصاد دمشق بشكل بالغ السوء.
في عام 1724 أسندت ولاية دمشق إلى إسماعيل باشا العظم وهو «خير وال عرفته المدينة في العصر العثماني»، وله يعود تشيييد قصر العظم الذي اعتبره فيليب حتي «أروع أثر عربي في القرن الثامن عشر»، وفي عام 1771 دخلت المدينة في حوزة والي عكا ضاهر العمر إلا أنه اضطر للتنازل عنها سلمًا في العام التالي. وفي عام 1782 غدا أحمد باشا الجزار واليًا وكان حكمه قاسيًا إذ أضنك الشعب بالضرائب وضاعف من الأتاوة على التجار، وأصيبت دمشق وغوطتها بالقحط والجفاف عام 1793، وحين أعيد تعيينه واليًا عام 1803 أغلق أهل دمشق باب المدينة في وجه مندوبه سليمان باشا، ولذلك فرض عليهم غرامات طائلة وصادر أملاكهم ومكث واليًا إلى أن توفي عام 1804 قبل أن يعود الولاة العثمانيين المتعاقبين على تسيير شؤونها.

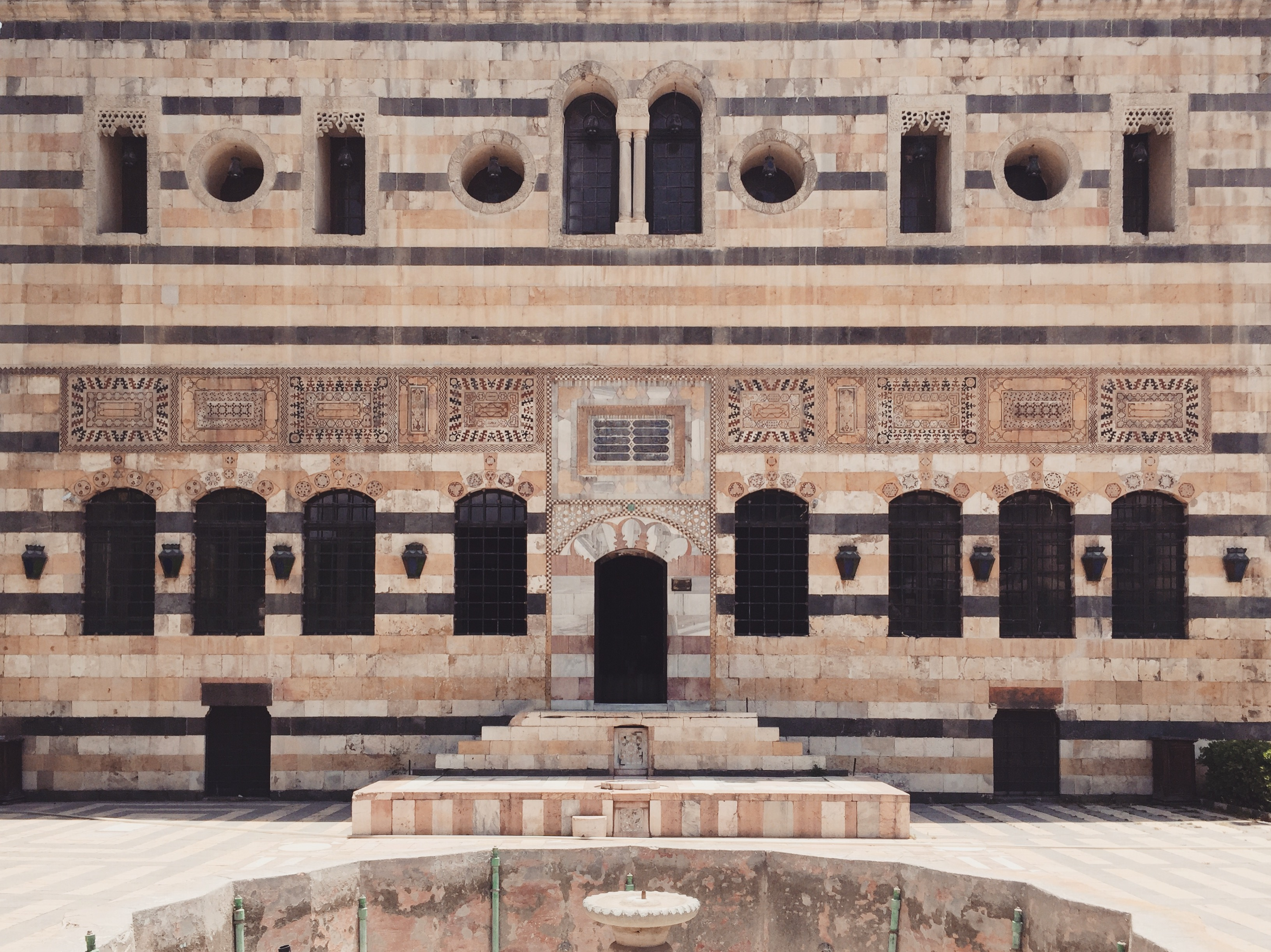
قصر العظم بدمشق الذي شيده إسماعيل باشا العظم

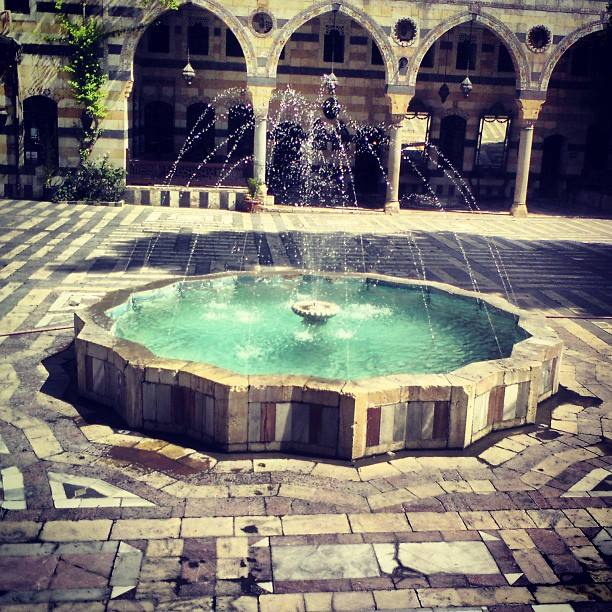
نافورة بقصر العظم

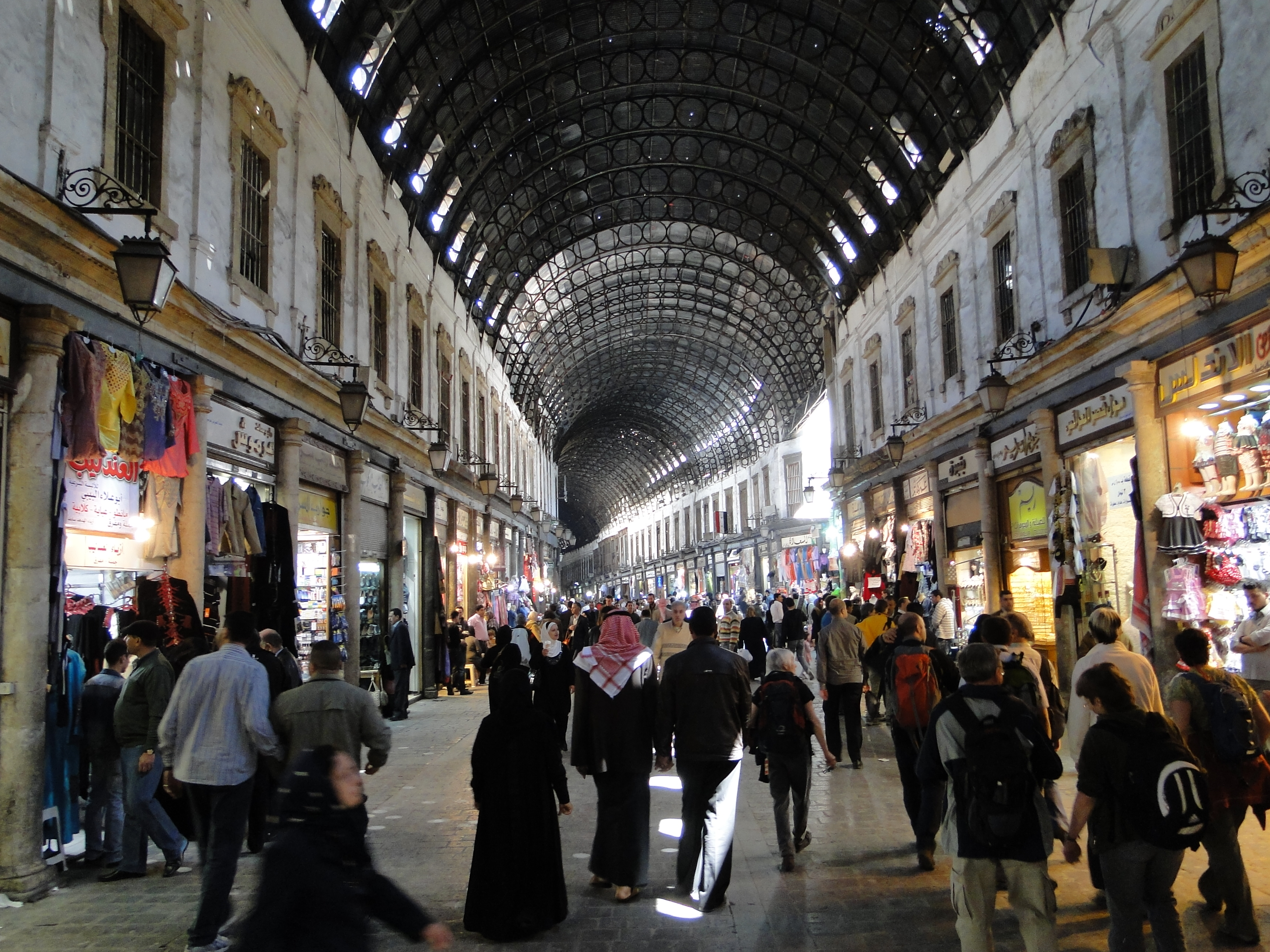
سوق الحميدية أحد أشهر الأسواق، ويعود تاريخ تشييده إلى لفترة العثمانية.

وفي فبراير 1831 ثارت دمشق بعد إعلان الوالي ضريبة جديدة اعتبرها السكان باهظة، وشكّل أهالي حي الميدان ذي الغالبية الفقيرة نواة المنتفضين، الذين قاموا بمحاصرة الوالي وكبار حاشيته في القلعة، ثم اقتحموها قاتلين الوالي وكبار حاشيته، وساحلين جثته جارين إياها من حي إلى حي في شوارع دمشق.
وفي العام نفسه، دخل إبراهيم باشا دمشق سلمًا باسم والده والي مصر محمد علي باشا، وكان حكم إبراهيم باشا في الشام إصلاحيًا من مختلف الجوانب، رغم الفترة القصيرة التي مكث بها في السلطة، إذ اضطر للانسحاب بضغط القوى الكبرى العسكري في 17 سبتمبر 1840. في عام 1845 نهب البدو قافلة تجار دمشق المتوجهة إلى بغداد وكانت مكونة من ثلاثة آلاف جمل فأفلس تجار المدينة وأصبحت طريق التجارة مع بغداد تمرّ بحلب والموصل أي أطول مما كانت عليه بثلاث مرات، وفي عام 1851 طبّق نظام التجنيد الإجباري للمرة الأولى بعد سقوط حكم محمد علي مع ما تركه من آثار سلبية تمثلت بالهجرة الداخليّة والخارجيّة على حد سواء وتراجع الاقتصاد وقسمة العائلات للحصول على إعفاء الرجل الوحيد؛ وشهدت دمشق مجازر 1860 التي أفضت لقتل آلاف المسيحيين؛ على أنّ الهزيع الأخير من القرن التاسع عشر كان عهد نهضة، لاسيّما في عهود الولاة المصلحين أمثال مدحت باشا، وغدت دمشق خلال تلك الفترة، إحدى ميادين النهضة العربية وتأسست بها صحف ومجلات، وانتشرت المدارس وأسست نواة الجامعة السورية، والجمعيات السياسية، والمسرح برعاية أبو خليل القباني، وتزايدت الآثار العمرانية وشقت ساحات المدينة البازرة أمثال ساحة المرجة فضلاً عن انطلاق سكة حديد الحجاز والاتصال بالتلغراف معها.

### دمشق المعاصرة

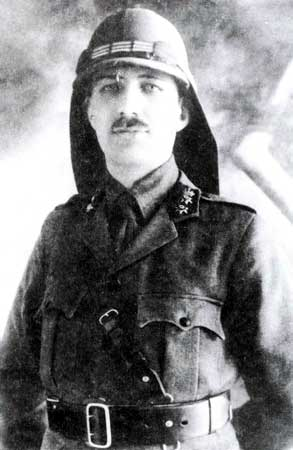
يوسف العظمة قائد المدافعين عن دمشق في معركة ميسلون

عانت دمشق خلال الحرب العالمية الأولى من ضنك العيش بنتيجة المجاعة التي اجتاحت البلاد وموجات الهجرة، فضلاً عن كونها مقر الجيش العثماني الخامس، وتعسّف الحاكم العسكري جمال باشا السفّاح، الذي أسس ديوانًا للأحكام العرفية فيها، وبلغ ذروة قرارته بإعدام سبعة من وجهاء المدينة في 6 مايو 1916 وهو ما تحوّل إلى عيد للشهداء. في 30 سبتمبر 1918 انسحبت القوات العثمانية والوالي العثماني من دمشق مؤذنًة بانتهاء عصر سوريا العثمانية. وفي اليوم التالي وصلتها قوات من جيش الثورة العربية الكبرى، وبعدها بأيام فيصل بن الحسين، الذي نصّب في دمشق يوم 8 آذار/مارس 1920 ملكًا على سوريا (التي كانت تعني كامل بلاد الشام) خلال حفل إعلان الاستقلال وإنشاء المملكة السورية العربية. غير أن عهد الاستقلال لم يستمرّ طويلاً، إذ دخلت القوات الفرنسية دمشق بعد معركة ميسلون في 24 يوليو 1920، وفي سبتمبر أعلنت دولة دمشق المصغّرة ضمن خطة الانتداب الفرنسي لتقسيم سوريا إلى دويلات. في عام 1922 نقلت عاصمة البلاد إلى حمص ضمن الاتحاد السوري، على أن تبقى دمشق عاصمة إقليم دمشق فقط، وهو ما ألغي عام 1925 بعودة دمشق عاصمة الدولة السورية.
عام 1925 وصلت الثورة السورية الكبرى إلى دمشق، وتحولت الغوطة إلى إحدى معاقلها الرئيسية، ولعلّ أبرز مرحلة في تلك الفترة أحداث 18 أكتوبر حين استولى الثوار على أحياء الميدان والشاغور ووصلوا حتى سوق البزورية وقصر العظم مقر مندوبي المفوضيّة الفرنسيّة العليا، وطردوا جميع عناصر الشرطة واستطاعوا الاستيلاء على ما فيها من أسلحة، وبلغ التماس ساحة المرجة، إلا أن قصف المدينة بالمدفعية الثقيلة من قاسيون أجبر المقتحمين على الانسحاب. في 1936 كانت دمشق شرارة الإضراب الستيني، وبعدها انطلقت منها احتجاجات 1939، التي أفضت لنزول وحدات الجيش الفرنسي السنغالية واحتلالها ساحات المدينة. خلال الحرب العالمية الثانية، نشبت معركة دمشق عام 1941 والتي أفضت لسيطرة الحلفاء ممثلين بالجيش البريطاني وقوات فرنسا الحرة على المدينة. بعد نهاية الحرب العالمية الثانية، اندلعت من دمشق انتفاضة الاستقلال التي شهدت قصف دمشق للمرة الثانية، ونزول قوات بريطانية فيها، وبشكل عام أدت الانتفاضة لنيل الجلاء. بعد الاستقلال كانت دمشق مسرحًا لعدد من الانقلابات العسكرية أهمها انقلاب آذار 1949 وانقلاب 1954، الذي انطلق من حلب وأدى إلى حالة فوضى في دمشق لمدة يومين تخللتها عمليات سلب ونهب. وكرد فعل على حرب فلسطين وإنشاء إسرائيل، شهدت المدينة عام 1948 احتجاجات ومظاهرات تعرضت خلالها مواقع لليهود في المدينة وعدد من مقار البعثات الدبلوماسية، بما فيها مقر الأمم المتحدة، لعمليات نهب واعتداء، وكان أكبر هذه الاعتداءات تفجير كنيس المنشارة. خلال تمرد الإخوان المسلمين في الثمانينات، وقعت في دمشق عدة تفجيرات بين 1981 - 1986، واستهدافات بالسيارات المفخخة كان أكبرها تفجير الأزبكية. تأثرت المدينة بالصراع مع إسرائيل، فتعرضت دمشق الكبرى لاستهدافات صهيونية في أزمنة الحرب، مثل حرب حزيران 1967، وخارج أزمنة الحرب مثل اغتيال عماد مغنية عام 2008 وقصف مركز البحوث العلمية في جمرايا مرتين في 2013.
تطورت المدينة على صعيد الخدمات والتخطيط العمراني وزادت المرافق العامة وغدت أكثر حداثة، وبرزت المشاريع المعمارية الضخمة فيها؛ كما أفضت الهجرة من الريف إلى المدينة والنزوح من الجولان وفلسطين إلى نشوء ضواحٍ سكنية ملحقة بدمشق مثل مخيم اليرموك والحجر الأسود.

### الثورة السورية
اندلعت الأزمة السورية في مارس 2011، وشهدت دمشق احتجاجات سلمية لمدَّة سنة كاملة، قابلها النظام بعنف مفرط، ممَّا أنشأ أنواع مختلفة من الاحتجاجات المعارضة، التي تحولت إلى نزاع مسلح مع النظام؛ في 6 يناير 2012 انفجرت أول سيارة مفخخة في دمشق ما أسفر عن مقتل 26 شخصًا؛ وتكررت عمليات الاستهداف فيما بعد ولعلّ عملية بركان دمشق وزلزال سوريا، التي استهدفت قيادات بارزة في النظام، أهم عملية تفجير داخل المدينة. أيضًا، فإن المعارك الحربية، احتدمت في مناطق ريف دمشق، عازلةً المدينة عن أجزاء واسعة من ريفها، وعن بعض ضواحيها، وأفضت لحركة نزوح واسعة إلى المدينة؛ وبشكل عام تكررت الاشتباكات والمعارك في ريف دمشق وبعض ضواحي المدينة نفسها كمخيم اليرموك، وكذلك الاستهدافات بالسيارات المفخخة، وبقذائف الهاون والصواريخ، ما بعد مرحلة تحول الأزمة إلى صيغة العسكرة الكاملة؛ في حين عانت المدينة من الغلاء، وانقطاع الطرق، وانتشار الحواجز الأمنية بشكل كثيف إضافة إلى نزوح الآلاف من المناطق المحيطة بدمشق إلى المناطق الأمنة.

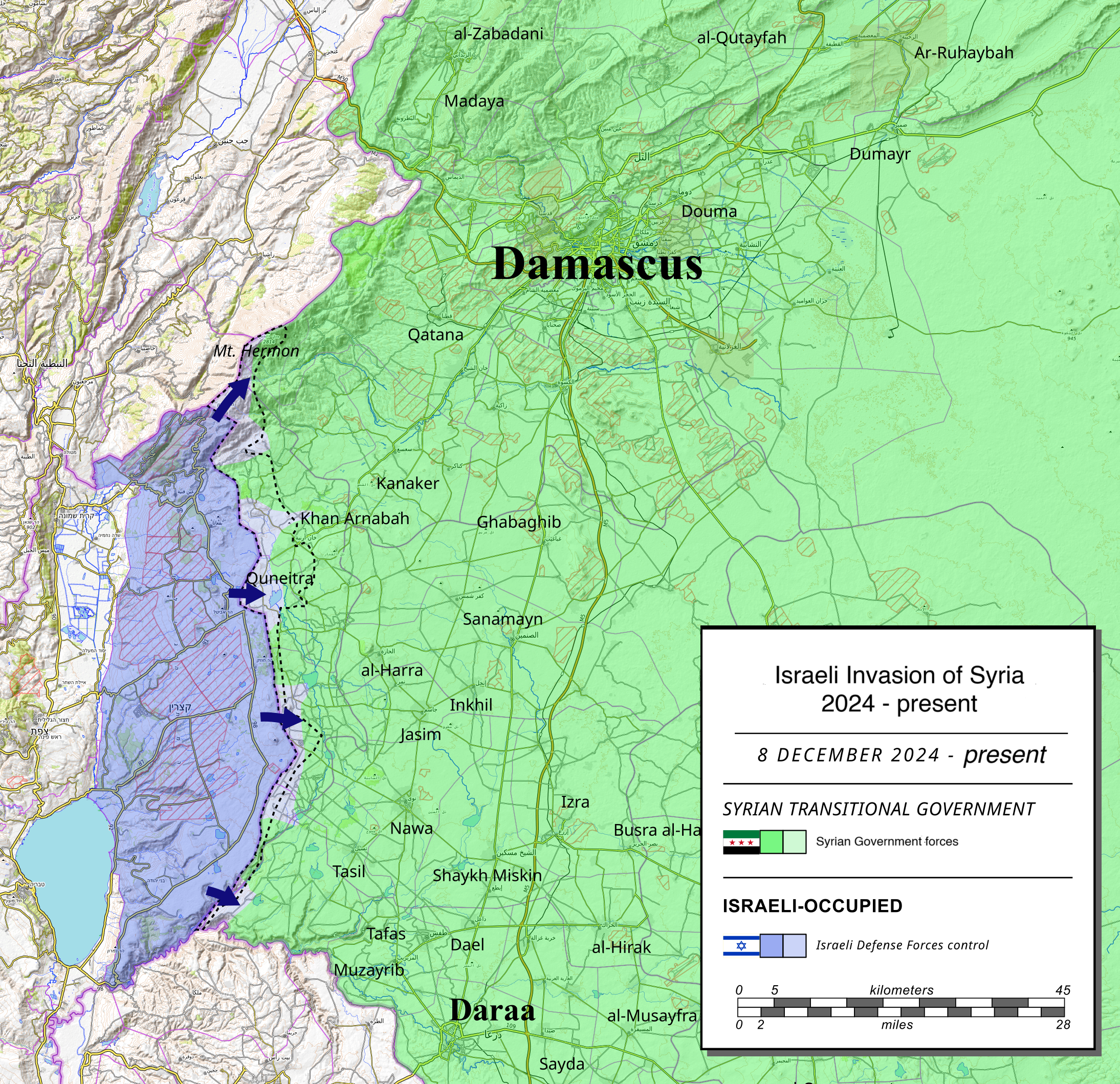
مرتفعات الجولان المحتلة من قبل إسرائيل والغزو الإسرائيلي لسوريا في ديسمبر 2024

## الجغرافيا

### التشكل الجيولوجي

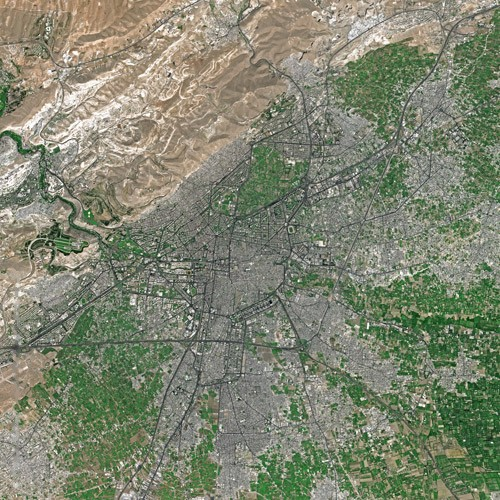
خارطة بالأقمار الصناعية لمناطق دمشق الكبرى.

بدأ تشكل المنطقة التي تحتلها دمشق حاليًا منذ العصر الطباشيري، وتشير المعلومات المتوافرة أنه مع بداية الزمن الرابع كانت تغطي المنطقة بحيرة واسعة امتدت من الكسوة حتى الضمير، وكانت شواطئها أعلى من شواطئ بحيرة العتيبة الحالية بحوالي 125 مترًا، ويقوم نهر بردى ونهر الأعوج برفدها بالمياه باستمرار إضافة إلى الأمطار والأودية الفرعية والأنهار الموسمية الأخرى، ما أدى إلى قيام مناخ بارد وماطر وانتشار غابات كثيفة. منذ حوالي 500,000 سنة حصل جفاف نسبي في المناخ فتراجعت مياه البحيرة حتى بلغ ارتفاعها 15 مترًا فقط، وأدى تراجعها إلى تشكل تربة غوطة دمشق ومنطقة التربة السوداء الخصبتين نتيجة جملة نشاطات سيلية حتية، ولم يبق من هذه البحيرة سوى بحيرة العتيبة حاليًا، مع العلم أنه قبل حوالي 10,000 سنة حصل جفاف مناخي آخر أدى إلى تراجع مستوى ما تبقى من البحيرة لحدود 6 أمتار فقط.

### الموقع

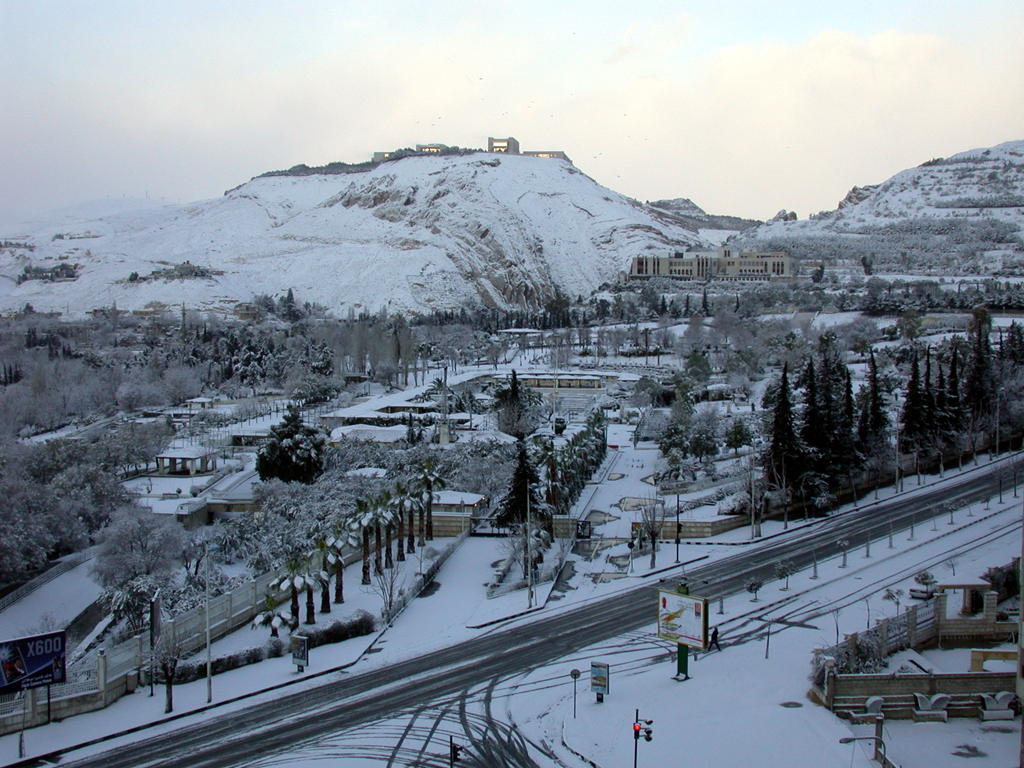
الثلوج تغطي جبل قاسيون.

دمشق مدينة داخلية تبعد حوالي 80كم عن البحر الأبيض المتوسط قبالة سلسلة جبال لبنان الشرقية، وتقع على هضبة بارتفاع 690م عن سطح البحر، وتبعد عنها بيروت 85 كم إلى الغرب، وكل من عمان 180 كم والقدس 220 كم إلى الجنوب. وقد نوّه الجغرافيون والرحالة لحسن موقعها منذ القديم، حيث أن المياه المتوفرة بكثرة من الأنهار والينابيع والتربة الخصبة والمناخ المعتدل، ساهمت في عمران المدينة وازدهارها؛ ومما قاله فيها ابن حوقل: «هي أجمل مدينة من مدن الشام تقع في أرض مستوية.» تمتد المدينة من السفح الجنوبي لجبل قاسيون نحو الشرق إلى البادية وتحيط بها الغوطة من جميع الجهات، فهي قائمة في وسط الغوطة. كانت البساتين الخصبة سبب وجود دمشق الأساسي وغناها عبر العصور، مرتوية من فروع نهري بردى في الشمال، والأعوج في الجنوب، وكلاهما شديدي التشعب في سواقٍ تغطي المدينة والغوطة أيضًا. يتغذى كلا النهرين من ذوبان ثلوج سلسلة لبنان الشرقية، لاسيّما جبل الشيخ، الذي اكتسب اسمه لكونه مجللاً دومًا بالثلج الأبيض. يشكل جبل الشيخ أيضًا، مع سلسلته الجبلية، النهاية والحد لسهول دمشق الخصبة من ناحية الغرب. أما الجبل المحيط بالمدينة بحد ذاتها من ناحية الغرب أيضًا ليشكل «إسورة دمشق» فهو جبل قاسيون، الذي تبلغ أعلى قممه 1170 م فوق سطح البحر، ويعدّ أحد مراكز المدينة السياحية الهامة.
تبلغ مساحة المدينة 105 كم2 بما فيها العمران المنتشر على جبل قاسيون، أما من دون احتساب العمران المنتشر على الجبل فتبلغ مساحتها 77 كم2.

### الأحياء والمناطق

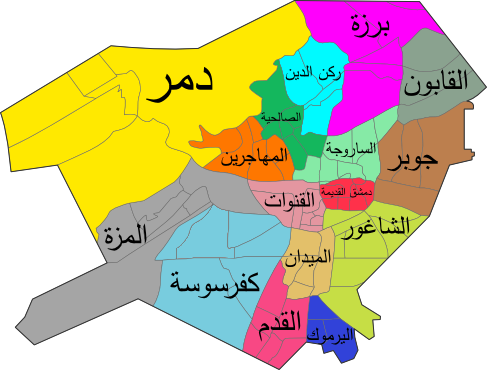
التقسيمات الإدارية في دمشق.

تعدّ المدينة القديمة أساس دمشق التاريخي، وهو ذات سور وعشرة أبواب تاريخية، وينصّفها الشارع الشارع المستقيم على نسق العمارة الرومانية، وتحوي عددًا من المعالم البارزة مثل القلعة، والجامع الأموي، وقصر العظم، وقصر الخضراء، وعدد من الأسواق التقليدية؛ والكثير من النمط العماري المعروف باسم البيوت العربية، وتعدّ من أهم معالم سوريا السياحية، وهي مدرجة على لائحة التراث العالمي منذ 1979. خارج المدينة القديمة، بدأت الأحياء بالنشوء منذ القرن الثالث عشر مع ساروجة، والشاغور، والميدان، وتابعت نموّها حتى القسم الثاني من القرن العشرين، فزحف العمران نحو سفوح قاسيون وبساتين الغوطة؛ في المحصلة فإنّ بلدات مستقلة عن دمشق باتت تعدّ جزءًا من المدينة، مثل برزة، وجوبر، والمزة، فضلاً عن الإنشاءات السكنية الحديثة مثل مشروع دمر، وكفر سوسة؛ في الآونة الراهنة تقسّم دمشق إلى 15 منطقة، تقسم هذه الأحياء بدورها إلى 95 حيًا، أما تاريخيًا فحتى بداية القرن العشرين كان التقسيم التقليدي لدمشق، يجعلها في ثمانية أثمان. بكل الأحوال، وبنتيجة توّسع المدينة، فهي ملتصقة بضواحيها، التي تتبع إداريًا محافظة ريف دمشق، بعض هذه التوسعات إنشاءات حديثة مثل جرمانا وأشرفية صحنايا، والبعض الآخر بلدات تاريخية مثل عربين، ودوما؛ يذكر أن عدد من أهالي دمشق انتقل من المدينة إلى الضواحي، لكون تكلفة الحياة وأسعار العقارات فيها أقل، ومن الشائع - كما في عدد كبير من مناطق العالم - أن يكون مكان استقرار الأفراد في المدينة، بينما مركز عملهم في الضواحي، أو العكس. وخلال الأزمة السورية أفضت المعارك والقصف، إلى دمار واسع في عدد كبير من هذه الضواحي، فضلاً عن هجرة معظم سكانها لداخل مدينة دمشق أو مناطق سورية أخرى.

### المناخ
مناخ دمشق يتميز بكونه قاريًا جافًا إلى شبه جاف، إذ إن قمم سلسلة جبال لبنان الشرقية تمنع تأثيرات البحر المتوسط من الوصول إلى المدينة، وسوى ذلك فإن انفتاحها من ناحية الشرق والجنوب الشرقي على بادية الشام يجعلها عرضة لتأثيرات مناخية من البادية. أما درجات الحرارة فيبلغ مدى تغيرها خلال العام 18 درجة مئوية، تتجاوز خلال فصل الصيف الأربعين وتنخفض في فصل الشتاء لحوالي سبع درجات، وفي بعض الأوقات لما دون الصفر ما يؤدي إلى إصابة المزروعات بالصقيع فضلاً عن تساقط الثلوج. وعموما لا يتجاوز معدل الهطول المطري السنوي في دمشق بين 200 ملم، وهي غير منتظمة السقوط ما يجعل الاعتماد عليها في الزراعة أمرًا صعبًا، غير أن الروافد المائية وعلى رأسها نهر بردى يغني عن ذلك. أما الرياح التي تهبّ على دمشق فلها نوعان الرياح الغربية والجنوبية الغربية التي تكون محملة بدرجات عالية من الرطوبة، والرياح الشرقية القادمة من البادية التي تهبّ عادة في فصل الصيف مسببة ارتفاعًا في درجات الحرارة وعادة ما تكون محملة بالغبار.
| البيانات المناخية لـدمشق     | البيانات المناخية لـدمشق | البيانات المناخية لـدمشق | البيانات المناخية لـدمشق | البيانات المناخية لـدمشق | البيانات المناخية لـدمشق | البيانات المناخية لـدمشق | البيانات المناخية لـدمشق | البيانات المناخية لـدمشق | البيانات المناخية لـدمشق | البيانات المناخية لـدمشق | البيانات المناخية لـدمشق | البيانات المناخية لـدمشق | البيانات المناخية لـدمشق |
| الشهر                        | يناير                    | فبراير                   | مارس                     | أبريل                    | مايو                     | يونيو                    | يوليو                    | أغسطس                    | سبتمبر                   | أكتوبر                   | نوفمبر                   | ديسمبر                   | المعدل السنوي            |
| ---------------------------- | ------------------------ | ------------------------ | ------------------------ | ------------------------ | ------------------------ | ------------------------ | ------------------------ | ------------------------ | ------------------------ | ------------------------ | ------------------------ | ------------------------ | ------------------------ |
| متوسط درجة الحرارة الكبرى °ف | 54.7                     | 58.6                     | 66.0                     | 76.1                     | 85.5                     | 93.6                     | 97.7                     | 97.2                     | 92.1                     | 82.4                     | 68.5                     | 57.6                     | 77.5                     |
| متوسط درجة الحرارة الصغرى °ف | 32.7                     | 34.3                     | 38.7                     | 44.6                     | 50.9                     | 57.6                     | 62.4                     | 61.7                     | 55.4                     | 48.0                     | 40.8                     | 34.3                     | 46.8                     |
| الهطول إنش                   | 1.10                     | 0.89                     | 0.67                     | 0.31                     | 0.13                     | 0.02                     | 0.0                      | 0.0                      | 0.01                     | 0.28                     | 0.84                     | 1.02                     | 5.27                     |
| متوسط درجة الحرارة الكبرى °م | 12.6                     | 14.8                     | 18.9                     | 24.5                     | 29.7                     | 34.2                     | 36.5                     | 36.2                     | 33.4                     | 28.0                     | 20.3                     | 14.2                     | 25.3                     |
| متوسط درجة الحرارة الصغرى °م | 0.4                      | 1.3                      | 3.7                      | 7.0                      | 10.5                     | 14.2                     | 16.9                     | 16.5                     | 13.0                     | 8.9                      | 4.9                      | 1.3                      | 8.2                      |
| الهطول مم                    | 27.9                     | 22.7                     | 16.9                     | 7.9                      | 3.3                      | 0.4                      | 0.0                      | 0.0                      | 0.2                      | 7.1                      | 21.4                     | 25.8                     | 133.6                    |
| المصدر:                      |                          |                          |                          |                          |                          |                          |                          |                          |                          |                          |                          |                          |                          |

## السكان

سفوح جبل قاسيون في دمشق، وهي مناطق يَكثر فيها تواجد الأكراد بالمدينة، خصوصاً في حي ركن الدين.

يَبلغ عدد سكان دمشق وريفها مُجتمعين وفقَ إحصاء عام 2010 حوالي 4.4 ملايين نسمة، مُوزعين كـ1,724 ألف نسمة في محافظة دمشق و2,701 ألف نسمة في محافظة ريف دمشق، و50% من هؤلاء ذكور في دمشق فيما أن نسبتهم تصل إلى حوالي 52% في ريفها، وبذلك يكون عدد سكان دمشق الكبرى أكبر تجمّع بشري في سوريا، ويقطنه حوالي 19.5% من الشعب، كما تعدّ المدينة بذلك أكبر مدن بلاد الشام، والرابعة في الوطن العربي. أما على صعيد مدينة دمشق الإدارية دون ضواحيها، فإنها تحتل المرتبة الثانية في سوريا بعد مدينة حلب، وبفارق ضئيل عن مدينة حمص، وهي المدن المليونية الثلاث في سوريا.
كان مجموع سكان المدينة وريفها قد بلغ حسب إحصاء 2004 حوالي 4 ملايين نسمة، منهم 1.5 مليون في المدينة و2.5 في الريف. وأما في إحصاء 2007 فكان مجموع عدد السكان في المُحافظتين 4.15 ملايين نسمة، حيث احتلَّت ريف دمشق المرتبة الثانية بعد حلب بـ2,487,000 نسمة تليها دمشق في المرتبة الثالثة بـ1,669,000 نسمة، وأما حمص فكانت لا تزال في المرتبة الرَّابعة آنذاك بفارق 22 ألف نسمة عن دمشق. وفيما يخصُّ المستقبل يُتوقع أن يَصل عدد سكان دمشق وحدها بحلول عام 2025 إلى أكثر من 5.6 ملايين نسمة، وأما ريفها فسيَبلغ عدد سكانه 4.6 ملايين نسمة، لكن 80% من الزحف العمراني سيكون باتجاه الريف، وستزداد نسبة الأحياء العشوائية في محيط المدينة. لا يُمكن الحصول على إحصائيات دقيقة للتعداد التاريخي لسكان دمشق، وعُموماً يُوجد الكثير من التضارب في الإحصائيات المسجَّلة. مع تحسُّن الأمن والخدمات الصحية وتوفر الغذاء في فترة النصف الثاني من القرن التاسع عشر والنصف الأول من القرن العشرين، بدأ ازدياد مضطرب في نمو السكان بالنسبة إلى المعدًّلات التاريخية، حيث تضاعف المعدل مرَّات خلال العقود الأخيرة. حسب آخر إحصاء سكاني عام 2010، بلغ عدد سكان المدينة وريفها 4.4 ملايين نسمة.

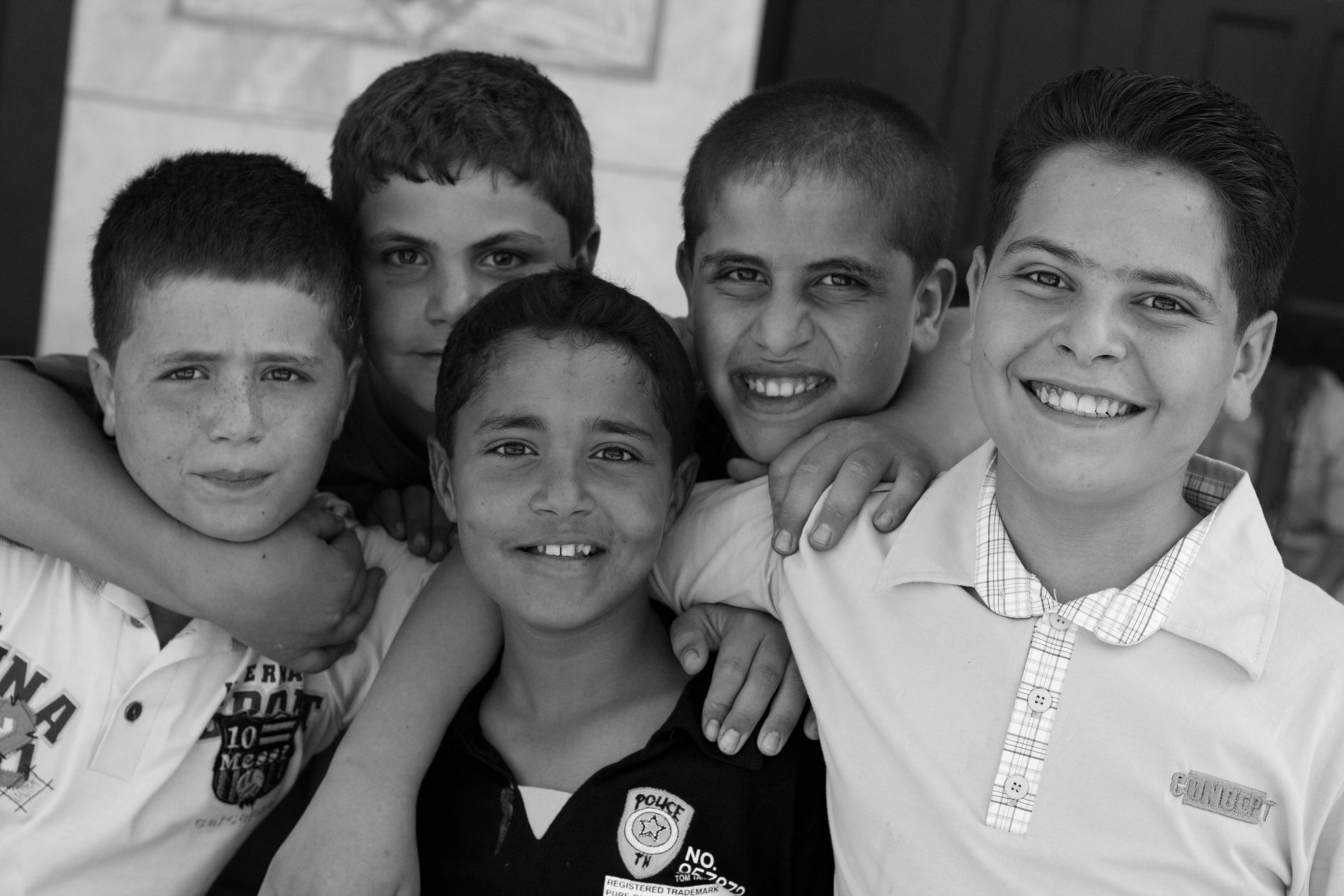
أطفال من دمشق

يَتألف التركيب العرقيُّ لسكان دمشق بشكل أساسي من عرب سوريا الذين يمثلون حوالي 95% من إجمالي السكان، ويَليهم الأكراد بنسبة 4%، وبالإضافة إلى هؤلاء تُوجد أقليَّات أخرى من الأرمن والسريان والتركمان والشركس والأذريين والبشناق والألبان وهم من وفدوا إليها خلال العهد العثماني، تمثل معاً الـ1% المتبقية. الغالبية العُظمى من السكان هي من المسلمين الذي يمثلون 93% من سكان المدينة، تاريخيًا من السُّنَّة، مع هجرة حديثة للمدينة أو ضواحيها من سائر الطوائف. بشكل مميز تعدّ ضاحية الست زينب في الجنوب وحي شارع الأمين ذات أقلية شيعية اثني عشرية معتبرة، وضاحية حرستا (ضاحية الأسد سابقًا) وعش الوروار في الشمال، ذات غالبية علوية. يشكل المسيحيون حوالي 7% من سكان دمشق، وهم يتبعون أساسًا بطريركية أنطاكية وسائر المشرق للروم الأرثوذكس وبطريركية الروم الكاثوليك. بقي في دمشق عدد ضئيل من اليهود، إذ انخفضت أعدادهم بشكل كبير خلال النصف الثاني من القرن العشرين.
عدد الطلاب في دمشق وريفها كبير وهذا يجعل المدينة من «المدن الفتيّة». بلغ عدد المتقدمين في دمشق لامتحانات شهادة التعليم الأساسي والشهادة الثانويّة بمختلف فروعها 64,262 طالبا مقابل 42,994 طالبا في ريفها. تبلغ نسبة الأميّة في المدينة حسب إحصاءات عام 2001 نحو 5.2% من السكان فقط وهي رابع محافظة سورية من حيث القضاء على الأمية، رغم ذلك فإن 33.3% من السكان أي ثلث دمشق حاصلون على التعليم الابتدائي فقط، وطبق الإحصاءات نفسها فإن 6.6% من السكان فقط حاصلون على شهادة جامعيّة؛ علمًا بأن دمشق تحقق أفضل النتائج في البلاد من هذه الناحية. أغلب الطبقات الأميّة والقليلة التعليم هي متقدمة في العُمر بينما تنال أغلب الأجيال الجديدة تعليمًا كاملاً، في حين تبلغ نسبة التسرّب الدراسي 7% من مجموع الطلاب فقط.

## الإدارة

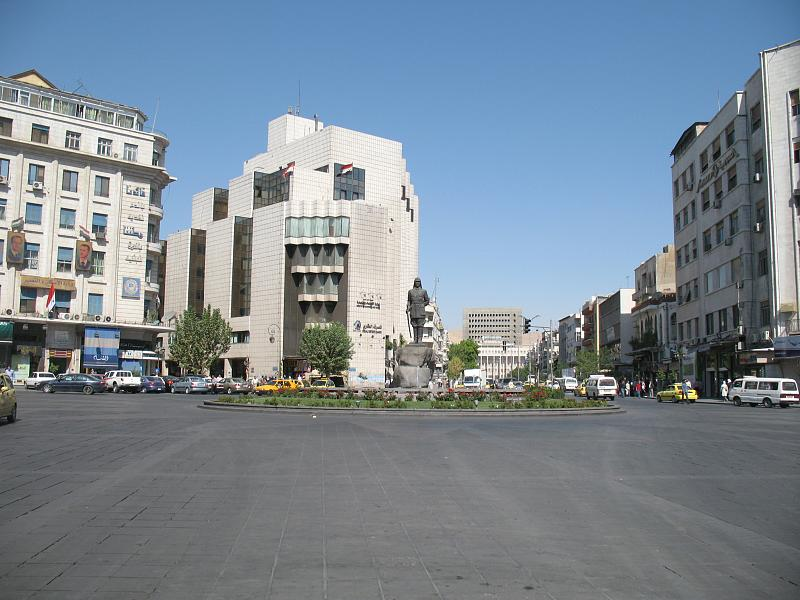
ساحة المحافظة، التي تضمّ مبنى مقر محافظة دمشق؛ ويظهر في وسط الساحة نصب يوسف العظمة.

حسب المادة الخامسة من دستور سوريا فإن دمشق عاصمة البلاد، وهي بالتالي مقر الحكومة المركزية والهيئات السيادية في الدولة، كالرئاسة، والحكومة، والبرلمان، وأيضًا مقر البعثات الدبلوماسية، وأول قنصلية دبلوماسية افتتحت في دمشق هي قنصلية الكرسي الرسولي عام 1762؛ وتقع غالب مقرات البعثات الأجنبية في مناطق المالكي والمزّة. من ناحية إدارية، فإن دمشق هي محافظة سورية، وهي أصغر المحافظات الأربع عشر من حيث المساحة، والوحيدة التي فصل عنها الريف ومدن الضواحي، لتشكل محافظة أخرى هي محافظة ريف دمشق، ويقع مقرها في حرستا. طبقًا للقانون السوري، يعيّن رئيس الجمهورية المحافظ ويعفيه من منصبه، في حين يقوم ناخبي المحافظة بانتخاب مجلس مدينة لمتابعة تنفيذ القضايا الإدارية اليومية فيها. تقوم فروع دمشق من الهلال الأحمر السوري، والدفاع المدني السوري، والشرطة السورية، بمهام الإسعاف، والإطفاء، والطوارئ، وإدارة المرور، وحفظ الأمن الداخلي في المدينة؛ ويكون للضواحي فروعها الخاصة التابعة لمحافظة ريف دمشق. في مجلس الشعب السوري، تمثل دمشق منذ 1990 بعدد 29 نائبًا، وهو أعلى من حقها في التوزيع في حال توزيع النواب تناسبيًا لأعداد الناخبين بعشرة مقاعد، كما تعدّ دائرة انتخابية واحدة؛ تقليديًا فإن دمشق تنتخب الحزب الوطني خلال مرحلة الجمهورية الأولى، عدا انتخابات 1961 حين حصل الإخوان المسلمون 4 مقاعد مقابل 3 للحزب الوطني ومستقلين لسائر المقاعد، وهي آخر انتخابات تعددية جرت في سوريا، أما جميع الانتخابات اللاحقة خلال عهد الجمهورية الثانية كانت لمرشحي الجبهة الوطنية التقدمية.

## الاقتصاد

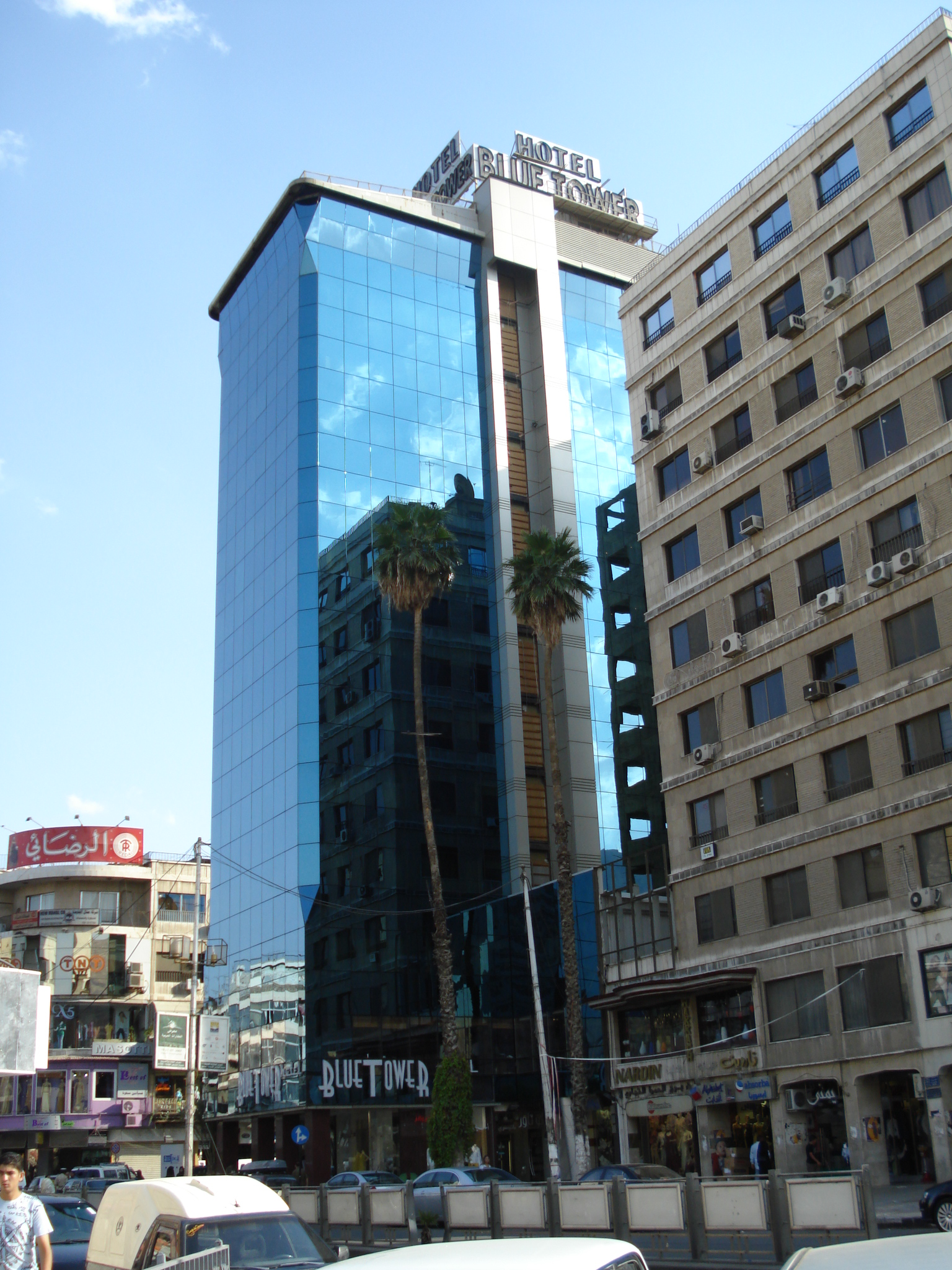
صورة لبنك الشرق وفندق بلو تاور في دمشق.

تقليديًا فإن دمشق مدينة تجارية، ورغم تغيّر طبيعة طرق التجارية من القوافل التقليدية إلى الوسائل الحديثة، فإن دور المدينة كسوق استهلاكية وإنتاجية هامة في سوريا، ومصدرة لمنتجاتها للخارج لاسيّما دول مجلس التعاون لدول الخليج العربية لم يتوقف. منذ 1954 يقام سنويًا معرض دمشق الدولي وقد شاركت به عام 2009 ثمانية وأربعين دولة، ويعدّ أقدم معرض يقام في الشرق الأوسط، إلى جانب عدد من المعارض التخصصية الأقل أهمية. وفي عام 2012 تم وضع أول ميزانية مالية لمحافظة دمشق، حيث وضعت ميزانية قدرها 25 مليار ليرة سورية (حوالي نصف مليار دولار). خُصِّص 10% من الميزانية للمشاريع الطارئة، وتركز الباقي على مشاريع التنمية والخدمات العامة، كشق الطرقات وبناء الجسور وحفر الأنفاق. في عام 2009 افتتح سوق دمشق للأوراق المالية، بوصفه الأول والوحيد في سوريا. كما تحتوي دمشق على عدة نشاطات صناعية، فإلى جانب الصناعات التقليدية، مثل الحلويات الدمشقية، والسيف الدمشقي، والتطعيم بالخزف، والمنسوجات اليدوية بأنواعها، والتي تراجع دورها وأهميتها في العصور الحديثة، فإن ضواحي دمشق تحوي عددًا من المدن الصناعية مثل مدينة حوش بلاس الصناعية ومدينة عدرا، وتحوي مصانع عامّة وخاصة، بشكل خاص لصناعة المواد الغذائية المعتمد على إنتاج الغوطة الزراعي والحيواني، ومواد البناء، والملابس والمنسوجات، والعطور، وبعض الصناعات الثقيلة. أما بالنسبة لسوق العقارات في دمشق فهو مزدهر، وحسب تقرير أعده مستشاري المؤسسة العقارية كوشمان ويكفيلد آند، والذي أفاد أن دمشق تعدّ ثامن أغلى مناطق العالم من حيث سعر المتر المربع في عام 2009.

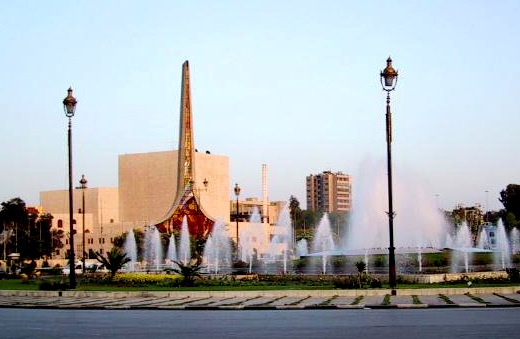
نصب السيف الدمشقي في ساحة الأمويين، رمز معرض دمشق الدولي، وصناعة السيوف التقليدية في المدينة.

رغم أن قطاع السياحة قد دمّر بالكامل بنتيجة الأزمة السورية، فإنّ دمشق تعدّ مدينة سياحية بامتياز، ووضعت حسب بعض التصنيفات ضمن قائمة المواقع السياحية الأكثر أهمية في العالم؛ وقد قدّر عدد السيّاح الأجانب في سوريا عام 2010 بنحو 6 ملايين سائح، لتحتل بذلك المرتبة الثالثة في النمو السياحي. نتيجة ذلك، فإن دمشق تحوي جميع عناصر الصناعة السياحية، كالفنادق، وبشكل خاص البيوت العربية التقليدية التي تحولت إلى فنادق في المدينة القديمة، والفنادق الحديثة مثل فندق الفورسيزون وفندق الشام، فضلاً عن المطاعم ومن أشهرها بوابة دمشق، وصالات الرقص والترفيه، والمكاتب السياحية لتنظيم الرحلات إلى المواقع المختلفة.

## خدمات

### الإعلام

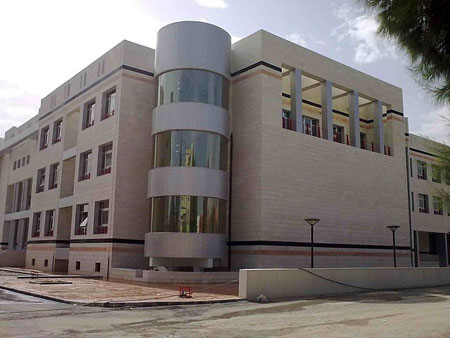
كلية الهندسة المعلوماتية بجامعة دمشق.

منذ تأسيسهما أواسط القرن العشرين، فإن دمشق مقر الإذاعة والتلفزيون السوري الرسمي، وكذلك الصحف الوطنيّة الثلاث صحيفة تشرين، وصحيفة الثورة، والبعث؛ خلال الفترة الممتدة بين 1963 - 2004 كانت الدولة السورية تحتكر وسائل الإعلام، خارج هذه الفترة وجدت ومنذ 1878 وجدت في دمشق منابر إعلامية خاصة لاسيّما الصحف والمجلات، حاليًا يوجد أكثر من 60 صحيفة ومجلة تصدر في دمشق. تعدّ دمشق أيضًا مقرًا للعديد من الإذاعات والتلفزات الخاصة، مع مكاتب إعلامية دائمة لعدد من القنوات الإقليمية أو الدولية؛ فضلاً عن كونها مقر وكالة الأنباء الرسمية سانا.

### التعليم
عام 2005 كانت دمشق تحوي 426 مدرسة حكوميّة ابتدائيّة و81 مدرسة حكوميّة ثانويّة و47 مدرسة حكوميّة مهنيّة، في حين يحوي ريفها 937 مدرسة ابتدائيّة و130 مدرسة ثانوية و81 مدرسة مهنيّة، كانت الدولة السوريّة ومنذ العام 1963 تحتكر القطاع التعليمي بكامل مفاصله، ففي عام 2004 سُمح لقطاع الخاص بالاستثمار في السلك التعليمي وشهدت العاصمة تأسيس عدد وافر من المدارس الخاصة الوطنية أمثال «واحة الشام» أو فروع لمدارس في المنطقة العربية أمثال «مدرسة الشويفات»، على أن الطبقات الثريّة في المجتمع وحدها من تتجه نحو المدارس الخاصة بسبب أقساطها المرتفعة وغير المتلائمة مع متوسط دخل المواطن. في عام 1913، أنشئت أول جامعة بالمفهوم المعاصر في دمشق وهي «مدرسة الحقوق» التي أنشئت أواخر العهد العثماني، وشكلت نواة «الجامعة السوريّة» التي أنشأت في عهد صبحي بركات عام 1923، وحوّل اسمها لاحقًا إلى جامعة دمشق، وهي مدارة من قبل الحكومة السوريّة ويبلغ عدد الكليات التابعة لها 16 كلية و11 معهد عالي؛ ويبلغ عدد الطلاب فيها 115,256 طالب بموجب إحصاءات العام 2007؛ إلى جانب التعليم الحكومي الشبه مجاني بهذه الصيغة، هناك التعليم الموازي والتعليم المفتوح في جامعة دمشق؛ هناك أيضًا الجامعة الافتراضية السورية، والمعهد العالي لإدارة الأعمال والمعهد العالي للعلوم التطبيقية والتكنولوجيا، بعد السماح للقطاع الخاص الاستثمار في حقل التعليم العالي انتشرت في ضواحي دمشق عدد من الجامعات الخاصة أمثال الجامعة السورية الخاصة والجامعة العربية الدولية والجامعة الدولية للعلوم والتكنولوجيا.

### الرياضة

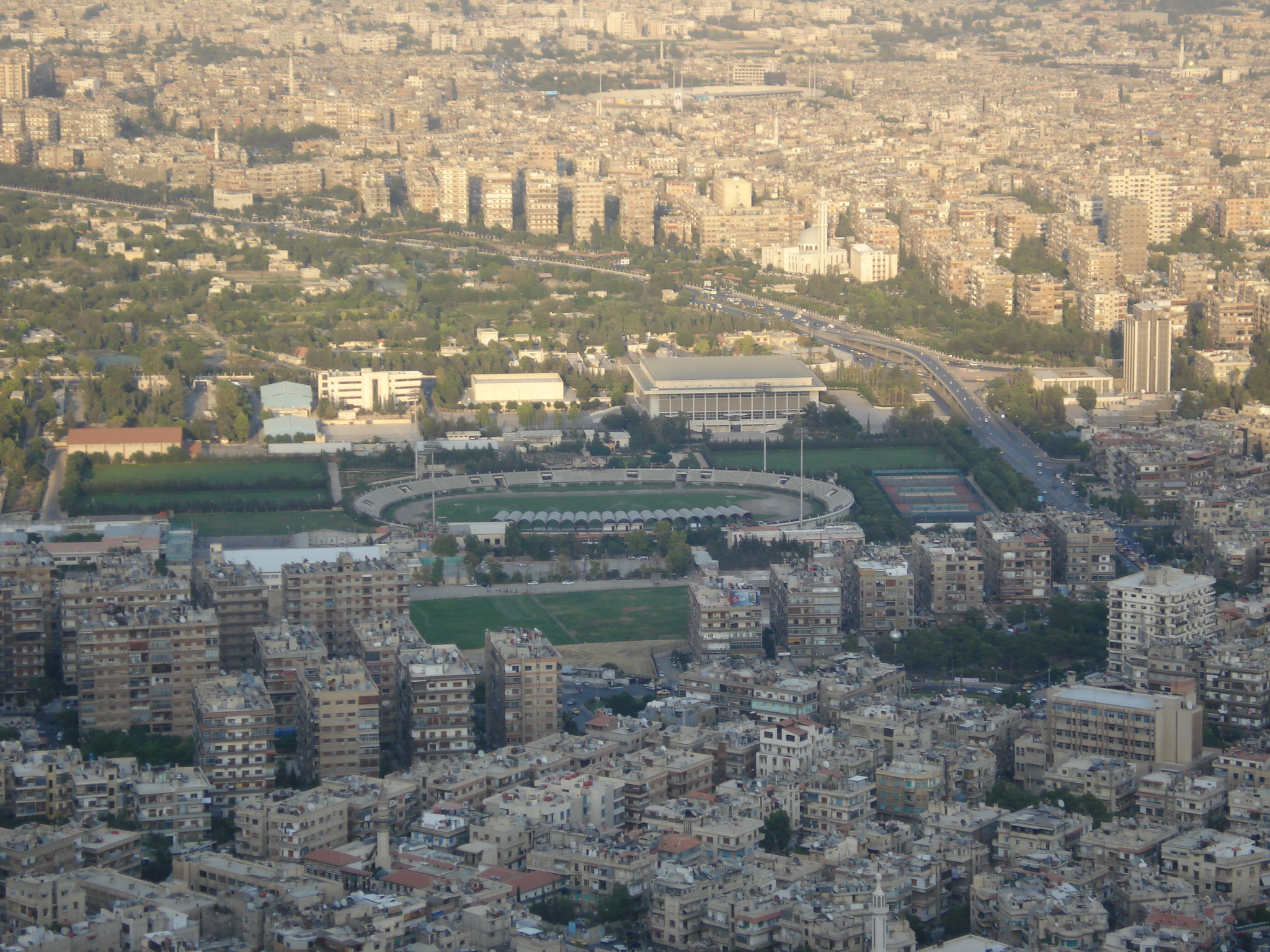
ملعب الفيحاء لكرة القدم في مدينة الفيحاء الرياضية، كما يبدو من قاسيون.

يتوفر في مدينة دمشق منشآت رياضية لعدة رياضات شعبية مثل كرة القدم، وكرة السلة، والسباحة، والتنس، وتنس الطاولة والفروسية والشطرنج. وقد برز الاهتمام بالمنشآت الرياضية في أعقاب استضافة المدينة لأحداث رياضية هامة منها دورة الألعاب العربية الخامسة والسابعة بين عامي 1976 و1992 على التوالي، ومهرجان الشباب العربي عام 1981، إلى جانب العديد من الفعاليات الأخرى الأصغر حجمًا. كما تعدّ دمشق موطن لكثير من الأندية العريقة التي تنشط في الدوري الممتاز السوري لكرة القدم، هي نادي الجيش، ونادي الوحدة، ونادي المجد. تحوي دمشق مدينة الفيحاء الرياضية التي تضم ملعبًا لكرة القدم وصالات مغلقة لكرة اليد والسلة والطائرة ونوادي ومنشآت للجودو ورفع الأثقال والجمباز وملاعب تنس ومسابح. كما يوجد أيضًا ثلاث منشآت رياضية كبيرة في المدينة هي ملاعب تشرين والجلاء والعباسيين، ويوجد أيضا ميدان للفروسية وآخر للرماية في صحنايا على مقربة من دمشق.

### الصحة
تحوي دمشق 43 مشفى خاص، وثلاثة مشافي كبيرة تديرها الحكومة أهمها مشفى تشرين، ومشفى المواساة الجامعي؛ تدير الحكومة أيضًا عددًا من المراكز الصحية موزعين على قطاعات دمشق الخمسة عشر، تقدم نحو 2.5 مليون خدمة طبية سنوية حسب الأرقام الرسمية. تقليديًا، فإنّ البيمارستانات كانت مشافي دمشق التاريخية، وأهمها البيمارستان النوري.

## معالم

### أسواق

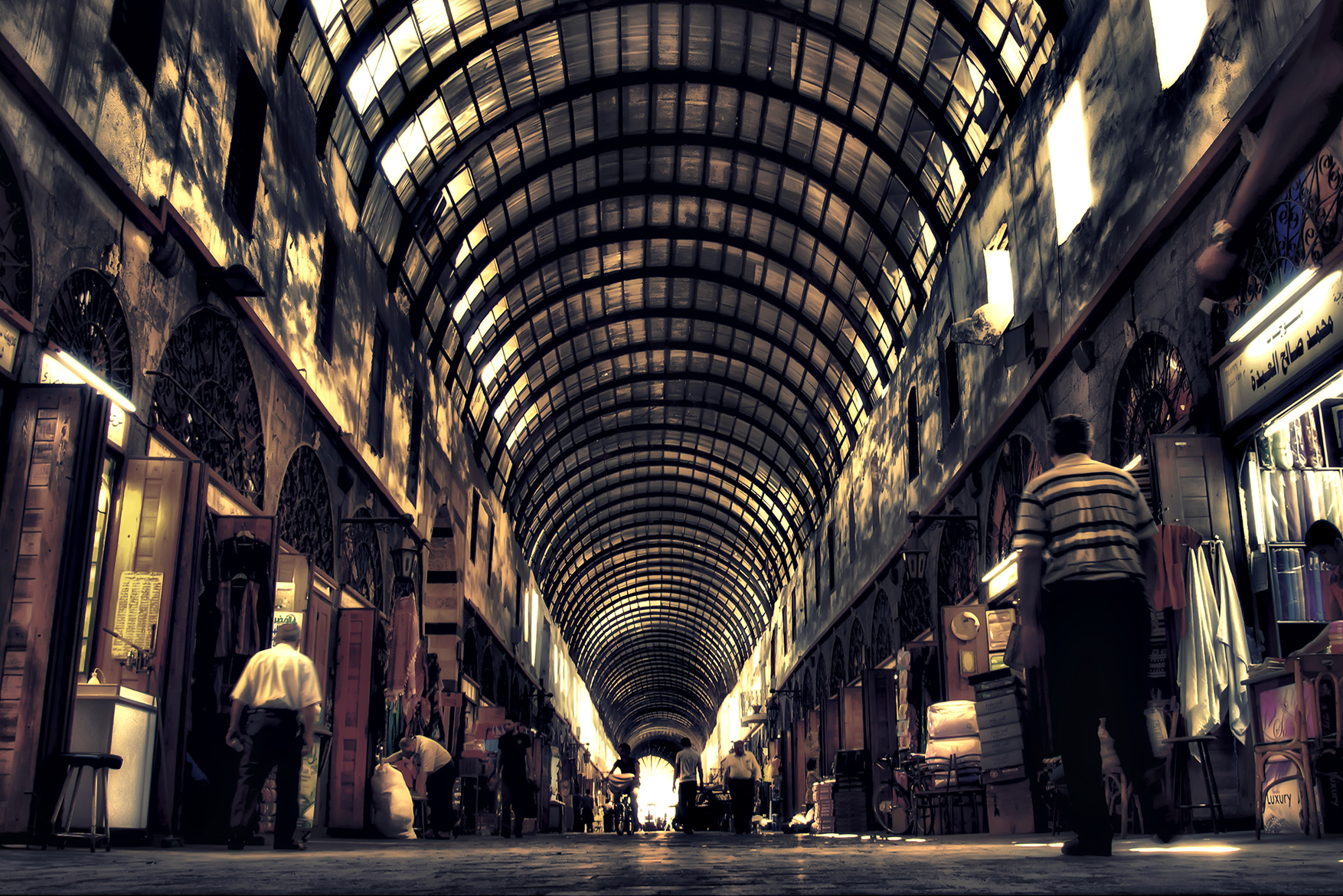
سوق مدحت باشا، بين باب الجابية وباب شرقي.

تحوي مدينة دمشق نمطًا تقليديًا من الأسواق المسقوفة، داخل الأسوار وخارجها، أبرز أسواق دمشق المسقوفة أربع: سوق الحميدية، وسوق مدحت باشا، والبزورية، والحريقة، فضلاً عن وجود الأسواق التخصصية مثل سوق الصاغة المتخصص ببيع المجوهرات والمصاغ؛ بشكل عام يمكن إحصاء خمسين سوقًا تقليديًا متنوع الاستخدامات في مدينة دمشق؛ وتشكل فضلاً عن كونها ذات أهمية تراثية وأثرية كبيرة، أحد شرايين المدينة الاقتصادية حتى وقتنا الراهن. ويلاحظ بشكل خاص في سوريا العثمانية ازدهار «الخانات»، وهي بناء مربع من طابقين في وسطه ساحة مكشوفة يستخدم في الدور الأسفل كمستودع للبضائع والمعاملات التجارية وفي الدور الأعلى كمنامة للتجار، على أن أغلب الخانات تحولت لمتاحف، وأبرزها خان أسعد باشا. الأشكال الحديثة من الأسواق، يمكن تقسيمها إلى فئتين: الشوارع التي تكثر فيها المحلات التجارية مثل شارع الشعلان، وشارع الحمراء، ويعدّ البعض منطقة أبو رمانة بوصفها الوسط التجاري لدمشق الحديثة؛ والمراكز التجارية الكبيرة، وتحوي دمشق عددًا كبيرًا منها مثل: مالكي بلازا مول، شام سيتي سنتر، قاسيون مول، والآب تاون.

### حدائق وأضرحة ونصب
تقليديًا يعدّ جبل قاسيون الفسحة الرئيسية لسكان دمشق، إلى جانب الجبل فإنّ مدينة دمشق تحوي 172 حديقة عامة تديرها محافظة دمشق، و790 حديقة خاصة ملحقة بالمنازل؛ تبلغ المساحة التقريبية لحدائق دمشق 1.4 مليون كليومتر مربع، أهم حدائق دمشق العامة وأكبرها حديقة تشرين، وحديقة السبكي، وحديقة التجارة. أبرز النصب العامة في مدينة دمشق، نصب الجندي المجهول في جبل قاسيون؛ ونصب ساحة المرجة التاريخي الذي أقيم لمناسبة ربط المدينة بالتغراف، ونصب السيف الدمشقي في ساحة الأمويين، والذي غدا «رمزًا من رموز مدينة دمشق المعمارية»؛ ونصب صلاح الدين الأيوبي مقابل سور القلعة؛ كما يترفع نصب يوسف العظمة في وسط ساحة المحافظة، شاهرًا سيفه.
تحوي دمشق 33 مقبرة عامة، أبرزها مقبرة باب الصغير ومقبرة الدحداح والتي تحوي قبورًا لشخصيات تاريخية عديدة؛ في المقبرتين المذكورتين تصل كلفة القبر لحوالي 500.000 ليرة سورية وغالبًا ما تتوارثه العائلة؛ غلاء أسعار القبور في دمشق دفع شرائح من السكان لدفن موتاها في الضواحي، على سبيل المثال في حرستا لا تتجاوز تكلفة القبر 20.000 ليرة سورية. أما أبرز الأضرحة، فسوى ضريح يوحنا المعمدان - يحيى - في الجامع الأموي، وضريح الست زينب في الضاحية المعروفة بالاسم في جنوب دمشق؛ فإن دمشق تحوي أكثر من 65 ضريحًا ألّفت حولها كتب مثل كتاب مشيدات دمشق ذوات الأضرحة؛ هذه الأضرحة تتنوع لشخصيات دينية مثل أم سلمة وحفصة بنت عمر بن الخطاب من أمهات المؤمنين، وصحابة مثل بلال الحبشي ودحية الكلبي، وأمراء مثل نور الدين زنكي، وصلاح الدين الأيوبي، والظاهر بيبرس، وفلاسفة وعلماء مثل محي الدين بن عربي والفارابي، وأخيرًا شخصيات سياسية معاصرة مثل شكري القوتلي.

### دور الثقافة

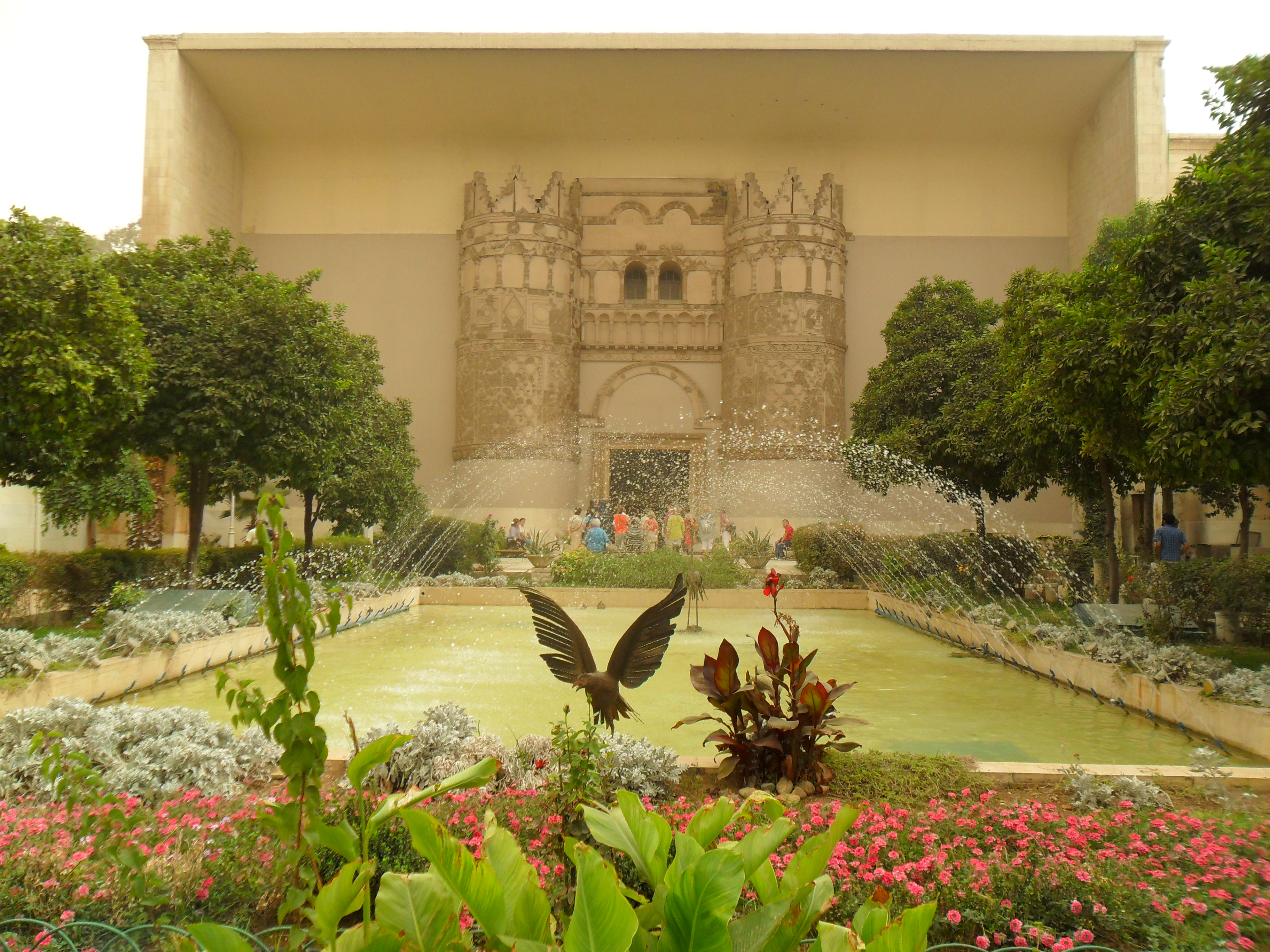
واجهة قصر الحير الغربي، كما هي محفوظة في المتحف الوطني بدمشق.

تأسس المسرح في دمشق على يد أبو خليل القباني في القرن التاسع عشر، ويعدّ أول مسرح عربي حديث؛ في الأيام الراهنة تحوي دمشق 25 مسرحًا تديرها وزارة الثقافة أو الجهات الخاصة موزعة على 151 دار، أبرز مسارح دمشق دار أوبرا دمشق في ساحة الأمويين. أول دور السينما في دمشق تأسس عام 1916 حاليًا تحوي دمشق 36 دار للسينما بعضها لا زال في الخدمة منذ تلك الفترة؛ وتحوي دمشق أيضًا تسعة متاحف سورية، أبرزها المتحف الوطني الذي يحوي آثارًا من مختلف المحافظات السورية، فضلاً عن متحف دمشق التاريخي المؤسس لتوثيق الحياة في مدينة دمشق عبر القرون، إلى جانب المتاحف التخصصية، مثل متحف الخط العربي، والمتحف الحربي السوري، وغيرهما من متاحف المدينة السبعة. على صعيد المكتبات العامة، فإنّ المكتبة الظاهرية تعدّ من أكبر مكتبات الشرق من حيث المخطوطات القديمة والمؤلفات المحفوظة بها، والمكتبة الوطنية السورية التي افتتحت عام 1984 لتكون دارًا عامة للكتب في المدينة. إلى جانب المراكز الثقافية الوطنية، تحوي دمشق عددًا من المراكز الثقافية الأجنبية الملحقة بالبعثات الدبلوماسية، وتحوي الضواحي في مجمل محافظة ريف دمشق على 132 مركزًا ثقافيًا تابعًا لوزارة الثقافة.

### دور العبادة

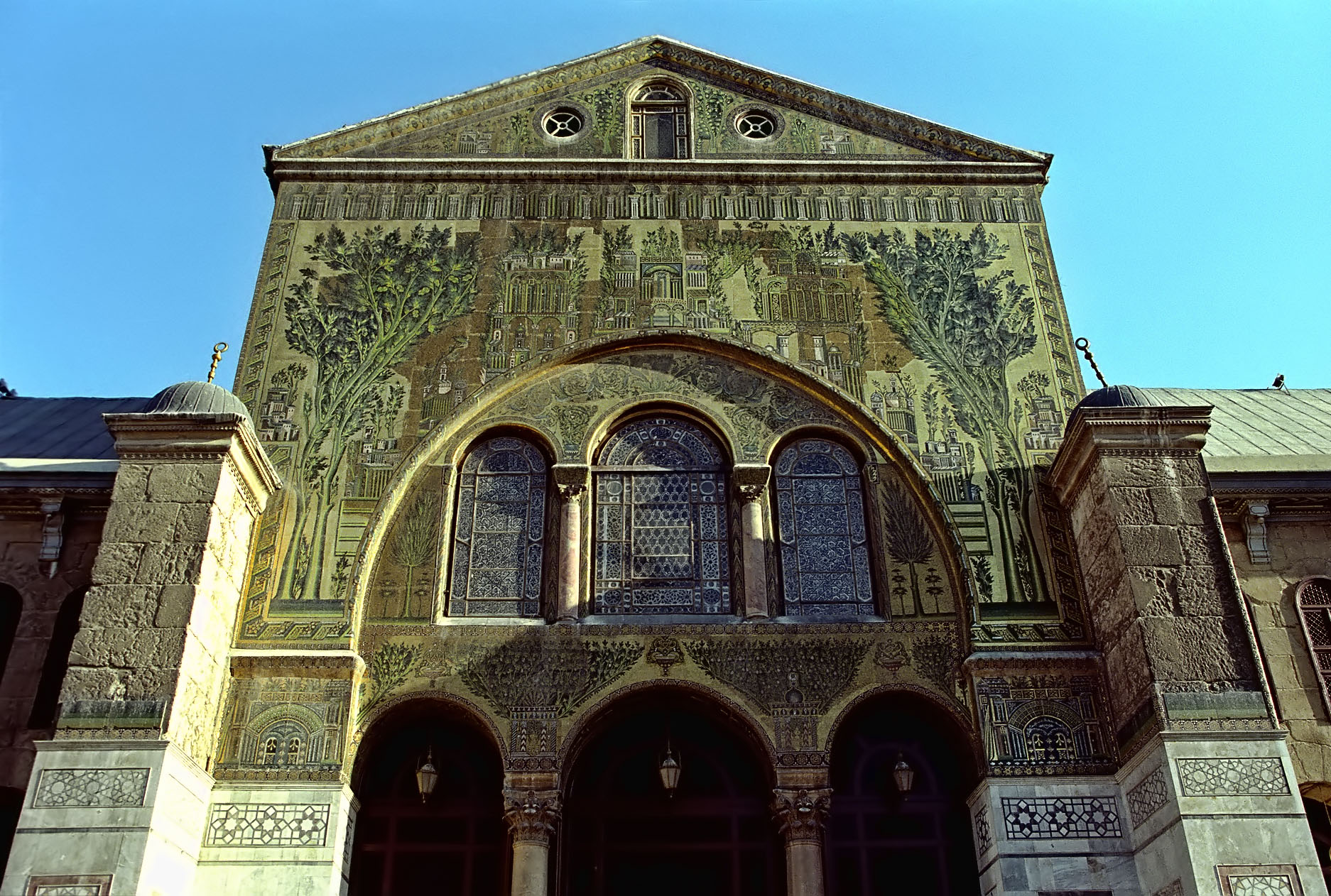
الواجهة الداخلية للجامع الأموي، أحد أشهر معالم المدينة الدينية.

تحوي دمشق على حوالي 200 مسجد، و36 كنيسة، و10 كنس يهودية، لم يبق في الخدمة حاليًا منها سوى اثنان وبشكل غير متصل.
ويعدّ الجامع الأموي، أشهر مساجد دمشق، ومعالمها الدينية إجمالاً، واعتبره البعض رابع المساجد شهرة في الإسلام، تاركًا آثاره المعمارية على عدد من الأبنية الأخرى داخل وخارج سوريا. كما مساجد بارزة أخرى ذات أنماط أيوبية - مملوكية، أو عثمانية نذكر منها على المثال التكية السليمانية، وهناك أيضًا المساجد الحديثة؛ ويمكن تصنيف مساجد دمشق بثلاث تصنيفات المساجد بأصلها، والمساجد التي أنشأت كمدارس، والمساجد التي أنشأت كأضرحة. وتعدّ المدينة مقرًا دائمًا لثلاثة صروح بطريركية إنطاكية أبرزها الكنيسة المريمية، وكنيسة الزيتون، وتوجد إلى جانب هذه الكنائس الأثرية كنائس حديثة النمط المعماري مثل كنيسة الصليب في القصاع. إلى جانب دور العبادة، فإن الجهات المديرة لهذه الأماكن، تدير عددًا من المؤسسات المتصلة بها مثل مجمع الدراسات الإسلامية.

### نمط العمارة

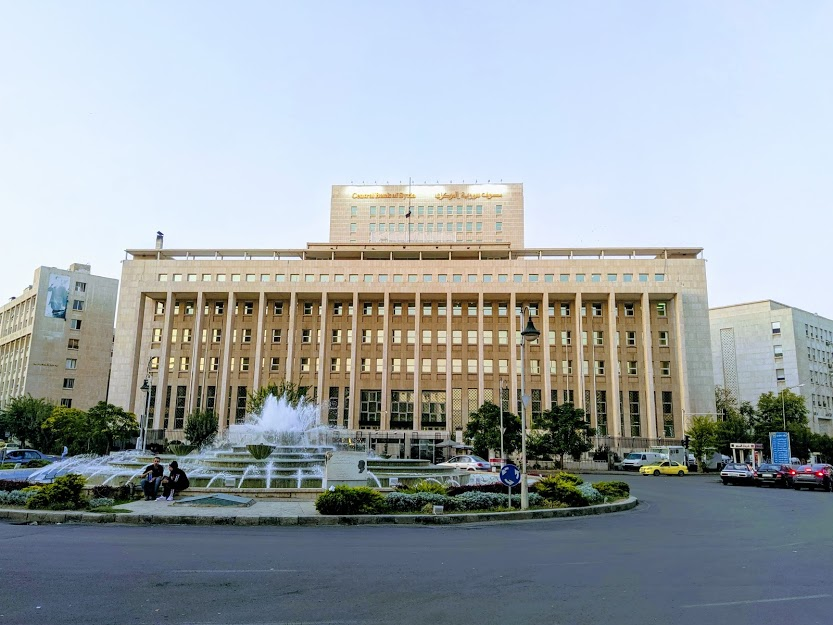
مبنى مصرف سورية المركزي في ساحة السبع بحرات، أحد أشكال العمارة الحديثة في المدينة.

الأسلوب المعماري التقليدي في دمشق، هو ما يعرف في سوريا باسم البيت العربي وهو الأساس المعماري في المدينة القديمة، التي تتميز بالشوارع المرصوفة بالحجارة، والأزقة الضيقة، والإسراف في الزخرفة والتطعيم. منذ أواخر القرن التاسع عشر وبداية القرن العشرين، تطور أسلوب العمارة في دمشق، وانفتح على أساليب متعددة فرضتها تدخلات المعماريين الأجانب في عمارة بعض المنشآت العامة ثم تسربت اتجاهات العمارة الأوروبية الشائعة بواسطة المعماريين المحليين الذين درسوا في الغرب؛ وفي عام 1936 وضع أول مخطط تنظيمي شامل لمدينة دمشق على يد المعماري الفرنسي دانجييه عام 1936، والذي اهتم بصورة خاصة بتخطيط الشوارع الرئيسية وإنشاء الساحات الكبيرة الدائريّة، وفي عام 1963 قام المعماري الفرنسي ميشيل إيكوشار بتخطيط عمراني جديد لدمشق ساهم في توسعها نحو الجبال والشمال بشكل كبير، وقد صدرت عدة مخططات تنظيمية أخرى كان آخرها عام 2010، ركز هذا التخطيط الأخير على الضواحي والتوسعات.
ويمكن ملاحظة أنواع معمارية مختلفة في المدينة، مكتب عنبر على سبيل المثال يتبع نمط المحلي مضافًا إليه العمارة الباروكية، بينما محطة حديد الحجاز تتبع النمط الكلاسيكي الجديد مع طغيان العناصر المحلية في الزخرفة والتطعيم وجميع التفاصيل البناء الداخلية، وكذلك حال مبنى البرلمان، أما حي الصالحية يغلب عليه الطراز المتوسطي مثل مدرسة الفيحاء، في حين أن الطراز الكولونيالي يمكن أن تصنف ضمنه عدة أبنية منها مبنى العابد. الطراز الأوروبي التقليدي الذي ساد في القرن التاسع عشر وبدايات القرن العشرين، يصنّف ضمنه عدد كبير من أبنية دمشق التي بنيت في تلك الفترة، أبرزها فندق الشرق؛ ويعود للطراز المعماري الحديث كل من مبنى المكتبة الوطنية السورية، ومبنى دار أوبرا دمشق، والبنك المركزي.

### طرق النقل والساحات

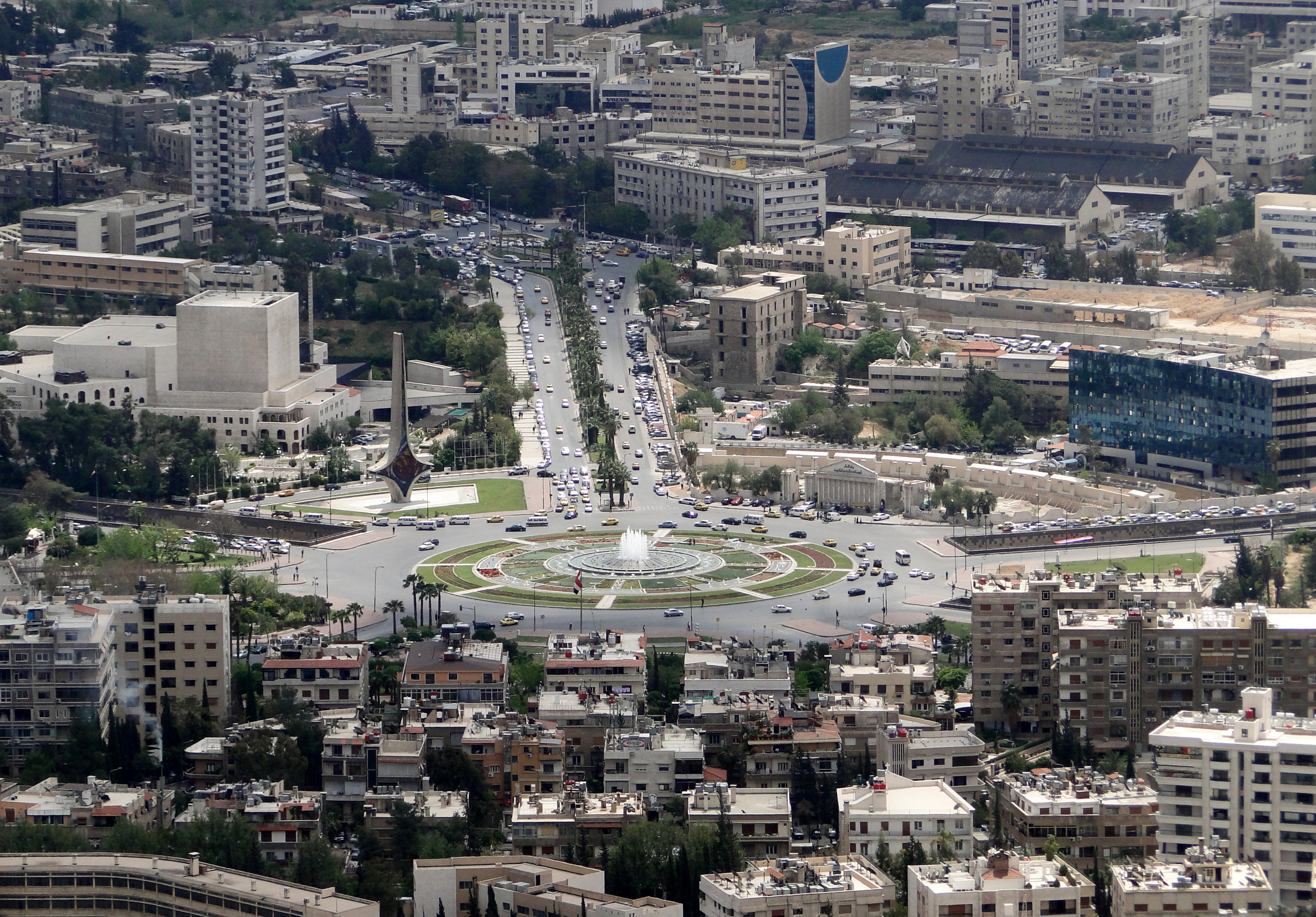
ساحة الأمويين وسط دمشق، ويظهر نصب السيف الدمشقي ودار الأوبرا السورية.

تنظم حركة النقل والمواصلات في دمشق، عدد من المحاور والطرق السريعة والعادية، المزودة بالجسور والأنفاق، أبرزها المتحلق الجنوبي، الذي يمرّ فوق مدينة دمشق رابطًا إياها بالريف، ومنتهيًا في شارع شكري القوتلي وسط المدينة؛ ويمتدّ المتحلق الشمالي بطول 37 كم، الذي يتصل مع الضواحي في الهامة مارًا فوق وادي بردى، وينتهي في حي الميدان. كذلك فإن ساحة الأمويين، وساحة العباسيين، تعدّان أبرز ساحتين في قلب المدينة وأكبرهما، وتقوم عقدة قصر الشعب وجسر المهاجرين المقام الأساسي في عقد المواصلات للقسم الغربي من المدينة، وعقدة القابون أساس قسمها الشرقي؛ وتقليديًا في ساحة المرجة تعدّ ساحة وسط مدينة دمشق. أما الطرق السريعة لخارج دمشق الكبرى، فأقدمها وأهمها طريق بيروت الشام، الذي يصلّ دمشق أيضًا بالمناطق الغربية من ريفها كالزبداني؛ والطريق الثاني هو طريق الأردن، الذي يربط دمشق بالمحافظات الجنوبية حتى عمان، والطريق الثالث شمالاً نحو حمص وحلب؛ وهناك أيضًا طريق تدمر وطريق المطار، بالاتجاه الشرقي من دمشق.

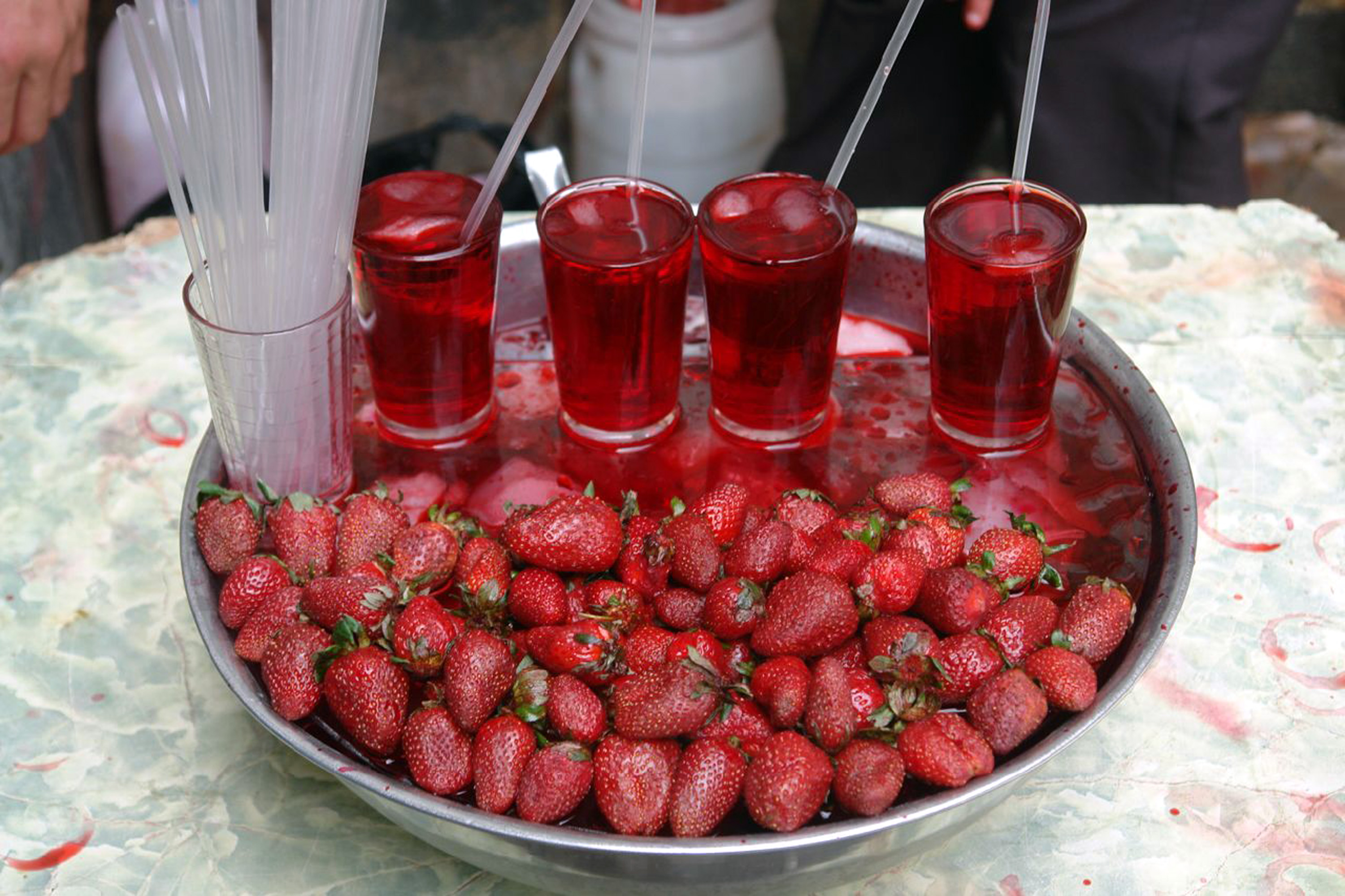
في بعض المناطق القديمة والأسواق الشعبية، لا يزال بائعو العصير المثلج الجوالين منتشرين، كإحدى الحرف التقليدية، ومن عادات أهل المدينة.

بين 1903 - 1962 كان ترام دمشق يستخدم داخل المدينة؛ أما سكك الحديد في دمشق بدأت عام 1895 بربط دمشق ببيروت، عبر عدة محطات على الطريق، وأنشأ عام 1900 الخط الحديدي الحجازي لربط المدينة بجنوبها حتى المدينة المنورة، وبشمالها حتى حلب واسطنبول، إلا أنه متوقف منذ الحرب العالمية الأولى، ومستبدل بآخر محلي يربط دمشق بحمص ومنها إلى سائر المحافظات الشمالية والغربية؛ كشفت الحكومة السوريّة مؤخرًا عن مشروع ربط المدن القريبة في ريف دمشق بالمدينة عن طريق سكك الحديد أيضًا، في حين تنفذ حاليًا مشروعًا لربط المدينة بسكك الحديد مع درعا والقنيطرة. وفي عام 2008، أعلنت الحكومة عن خطة لبناء مترو دمشق مع وقت افتتاح الخط الأخضر، ومن المقرر افتتاح المرحلة الأولى منه عام 2015، والمرحلة الرابعة والأخيرة عام 2050. أما المطار الرئيسي منذ 1975 هو مطار دمشق الدولي، على بعد 20 كيلومتر من مركز المدينة، وولجه 5.5 مليون مسافر خلال عام 2010 بزيادة تقدر 50% عما كان عليه عدد الوالجين خلال عام 2004؛ قبل مطار دمشق كان مطار المزة يعدّ بوابة دمشق الجويّة، وحوّل للاستعمال العسكري بعد افتتاح مطار دمشق.
النقل العام يتم من خلال سيارات الأجرة أو الحافلات الصغيرة التي تربط ضواحي المدينة بعضها ببعض، ويبلغ عدد مجمل الخطوط 100 خط يصل بعضها إلى قلب المدينة، وبعضها الآخر إلى الضواحي، مع تفوق لسيارات الأجرة. تواجه دمشق في السنوات الأخيرة أزمة مرورية متزايدة، حيث تسجَّل فيها 250 سيارة جديدة كل يوم، وهناك 40 عقدة مرورية بها بحاجة إلى حل، ويقدر إجمالي النقص في الحافلات العامة بمقدار 1,800 إلى 2,200 حافلة للنقل العام لتلبية احتياجات المدينة، فضلاً عن غياب المرائب التأرضيّة. وتعدّ سرعة السيارات في دمشق، مراقبة عبر هيئة مرور دمشق، التي وزعت ضوابط للعدادات وكاميرات مراقبة في شوارع المدينة.

## الثقافة

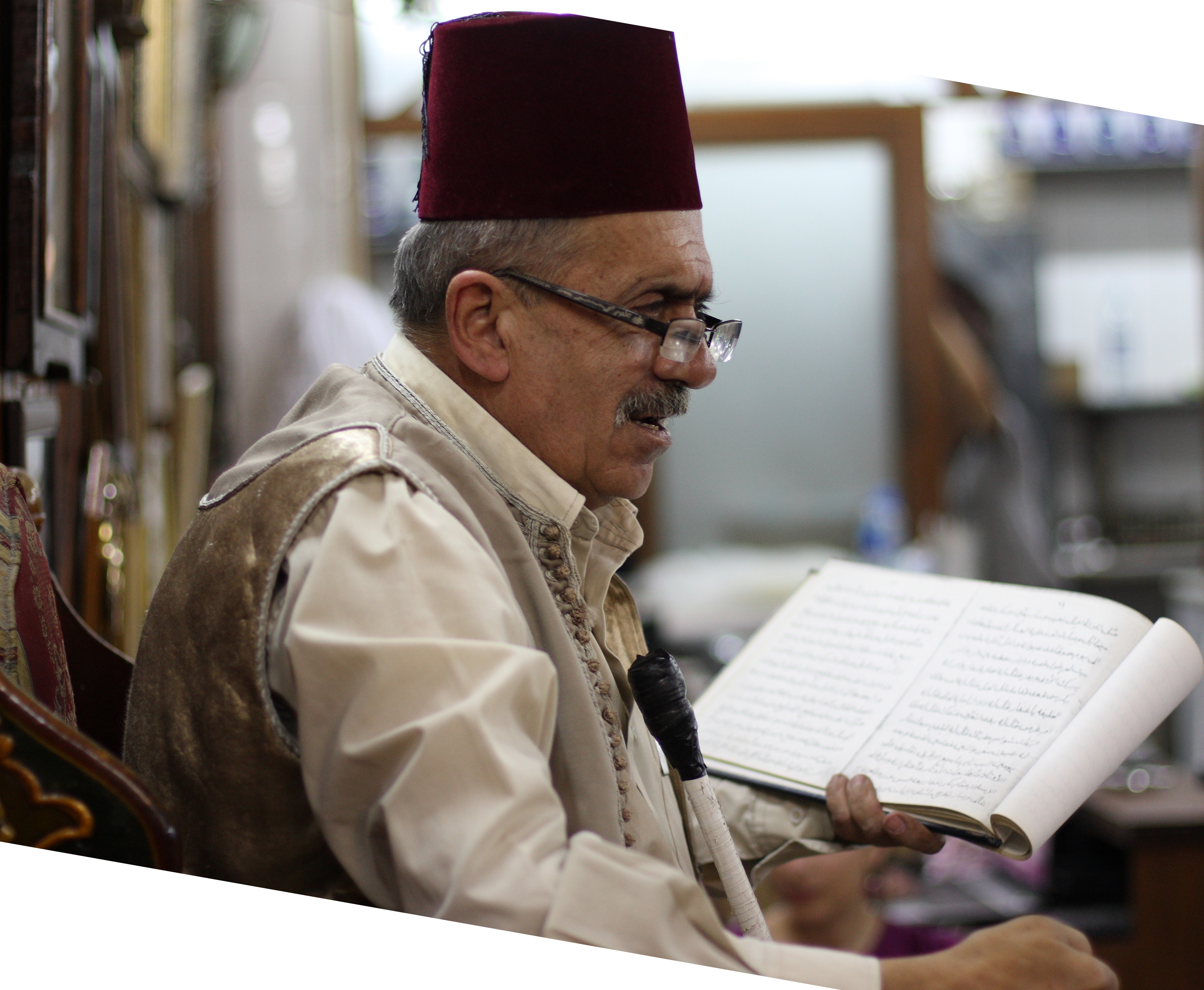
حكواتي، المهنة التقليدية لرواة القصص في مقاهي الشام القديمة.

ثقافة أهل دمشق تعدّ جزءًا من الثقافة السورية بشكل عام، مؤثرة ومتأثرة بها، فبينما تعدّ دمشق أصل العراضة الشامية، ورقصة السيف والترس التي انتقلت إلى المدن الأخرى، فإنّ الأنماط التقليدية للغناء، وأغاني دمشق التراثية التي يعود تأليف أشهرها لأبي خليل القباني، وفدت من ناحية النمط والأسلوب من حلب. من عادات دمشق شبه المندثرة، إقامة الاحتفالات الخاصة لمناسبات الولادة، أو الختان، ويتم تقليديًا في عمر سبع سنوات؛ والاحتفالات التي تقام في الحمامات العامة، وحضور الحكواتي والكركوزاتي أو مسرح خيال الظل؛ وقد فصّل عدد كبير من المؤرخين أنواع الاحتفالات التي تقام في دمشق، ومجالس اللهو والطرب التقليدية منها الأصفهاني في كتاب الأغاني، من ناحية المطبخ السوري في دمشق، فللمدينة بعض أصناف من الأطباق تختصّ بها وحدها مثل حراء بأصبعو، كما تعدّ السيارين أو السياحة في بساتين الغوطة أو جبل قاسيون، أحد عناصر ثقافة دمشق، والتي حسب ما ذكره المؤرخون، ذات أصول معينة، ففي سبع سبوت في العام تتم في الغوطة، وفي خمسة أخمسة في العام تتم في قاسيون، إلى جانب الاحتفال ببدأ فصل الربيع أو النوروز من عموم أهل دمشق. اللهجة السورية السائدة في دمشق ذات ألف مثقلة أكثر من باقي المدن والمناطق وهو ما يميّزها؛ في الدراما السورية، ومع مسلسل أيام شامية عام 1992 برز نمط جديد يعرف باسم مسلسلات البيئة الشامية، والذي يوّثق الحياة اليومية لأهل دمشق من مختلف الصعد والجوانب في مرحلة سوريا العثمانية، أو بدايات الانتداب الفرنسي، يذكر أنّ مسلسل باب الحارة حقق في جزءه الثاني جماهيرية شعبيّة في الوطن العربي دفعت صحيفة الواشنطن بوست لاعتباره أحد الأعمال التلفزيونية العشرة الأكثر متابعة حول العالم. رغم ذلك، فإنّ هذه الطائفة من الدراما استقطبت انتقادات واسعة وذهب عدد متزايد من النقاد لاعتبارها لا تنقل واقع دمشق شكل أمين بل بشكل مشوّه. وقد أنشأت القرية الشامية، كمنطقة تحاكي دمشق في تلك المرحلة. في عام 2008 تم اختيار دمشق عاصمة للثقافة العربية، وأقيمت العديد من الفعاليات والنشاطات ضمن الاحتفالات، وصدرت العديد من الأعمال التوثيقية حول دمشق للمناسبة.

### في الشعر والأدب
| دمشق    | وعِزّ الشرق أولّه دمشقُ. | دمشق |
| — شوقي. |                      |      |

عبر التاريخ، وصفت دمشق ومدحت في العديد من الآداب العالمية من قبل الرحالة، والشعراء، والروائيين، بعضهم أجانب مثل الرحالة الفرنسي لامارتين، والبعض الآخر عرب. مدح دمشق في الأدب العربي يعود لما قبل الإسلام حتى، وقد مدح حسان بن ثابت دمشق ببضع أبيات؛ أما أبرز من مدح دمشق في الأدب القديم، فيذكر البحتري، وأبي تمام في الشعر، وابن جبير والمقدسي في أدب الرحلات، كما وضعت مؤلفات مستقلة في وصف دمشق مثل كتاب «النجوم الزاهرة في أخبار دمشق والقاهرة»، وكتاب «نزهة الأنام في محاسن الشام» للبدري. حديثًا، ومنذ النهضة العربية في القرن التاسع عشر، فإن معظم شعراء العرب البارزين، من سوريين وغير سوريين، قد كتبوا عن دمشق، منهم أحمد شوقي، محمود درويش، سعيد عقل، عمر أبو ريشة، نزار قباني، بشارة الخوري وسواهم. هذه الأعمال جمعت في ديوان دمشق الذي أطلق لمناسبة احتفالية دمشق عاصمة الثقافة العربية؛ والبعض منها، تحولت إلى أغاني مثل قصيدتي شام يا ذا السيف وقرأت مجدك لسعيد عقل وقد غنتهما فيروز، والقصيدة الدمشقية لنزار قباني وقد غنتها أصالة نصري.

## مدن شقيقة
المدن الشقيقة لدمشق هي:
| - الإمارات العربية المتحدة، دبي. - لبنان، بيروت. - إسبانيا، طليطلة. - إسبانيا، قرطبة. | - البرازيل، ساوباولو. - العراق، بغداد. - تركيا، إسطنبول. - تركيا أنقرة. | - أرمينيا، يريفان. - إيران، فارس. - الصين، نينغشيا. |

## معرض الصور

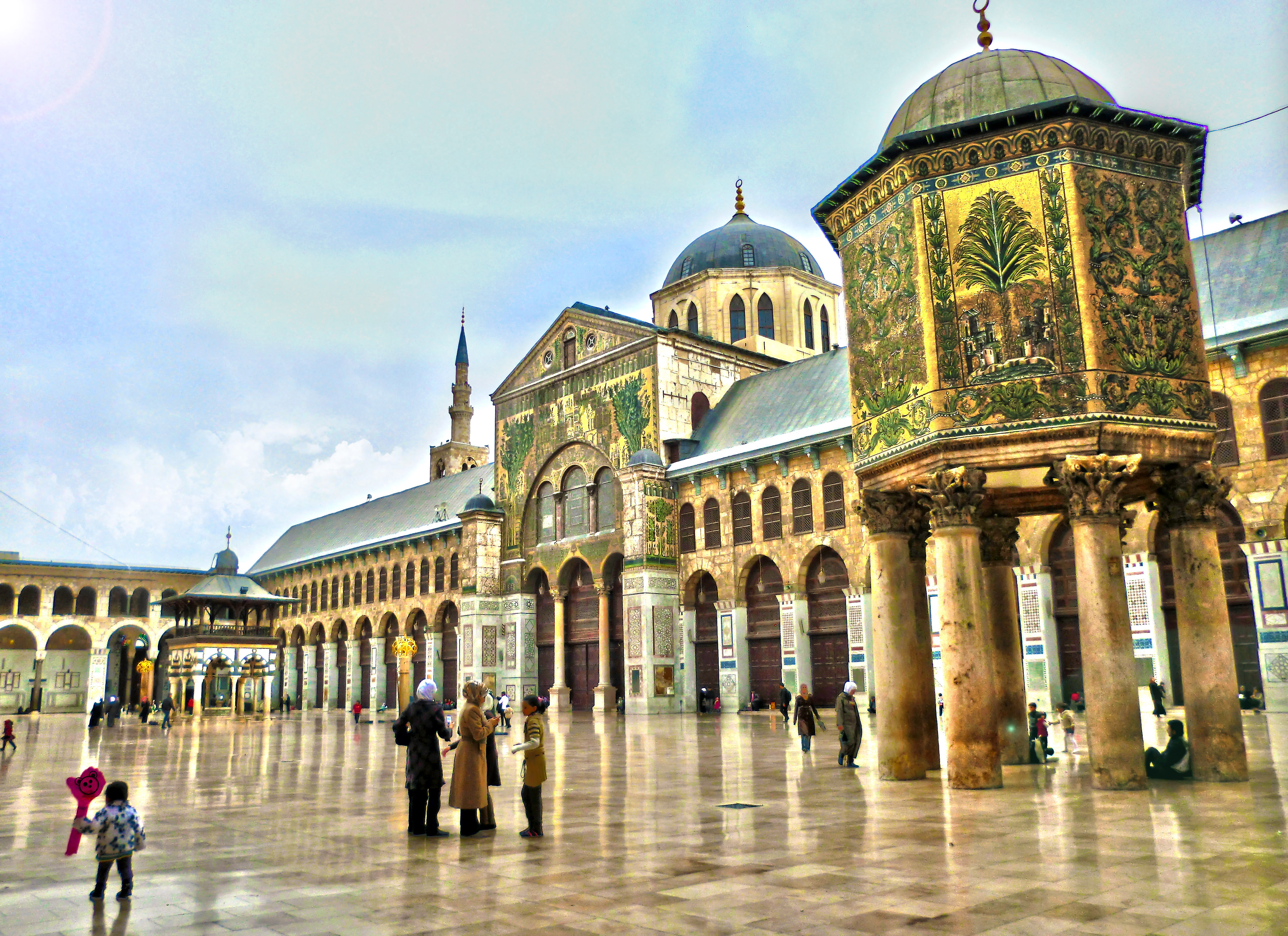
الجامع الأموي
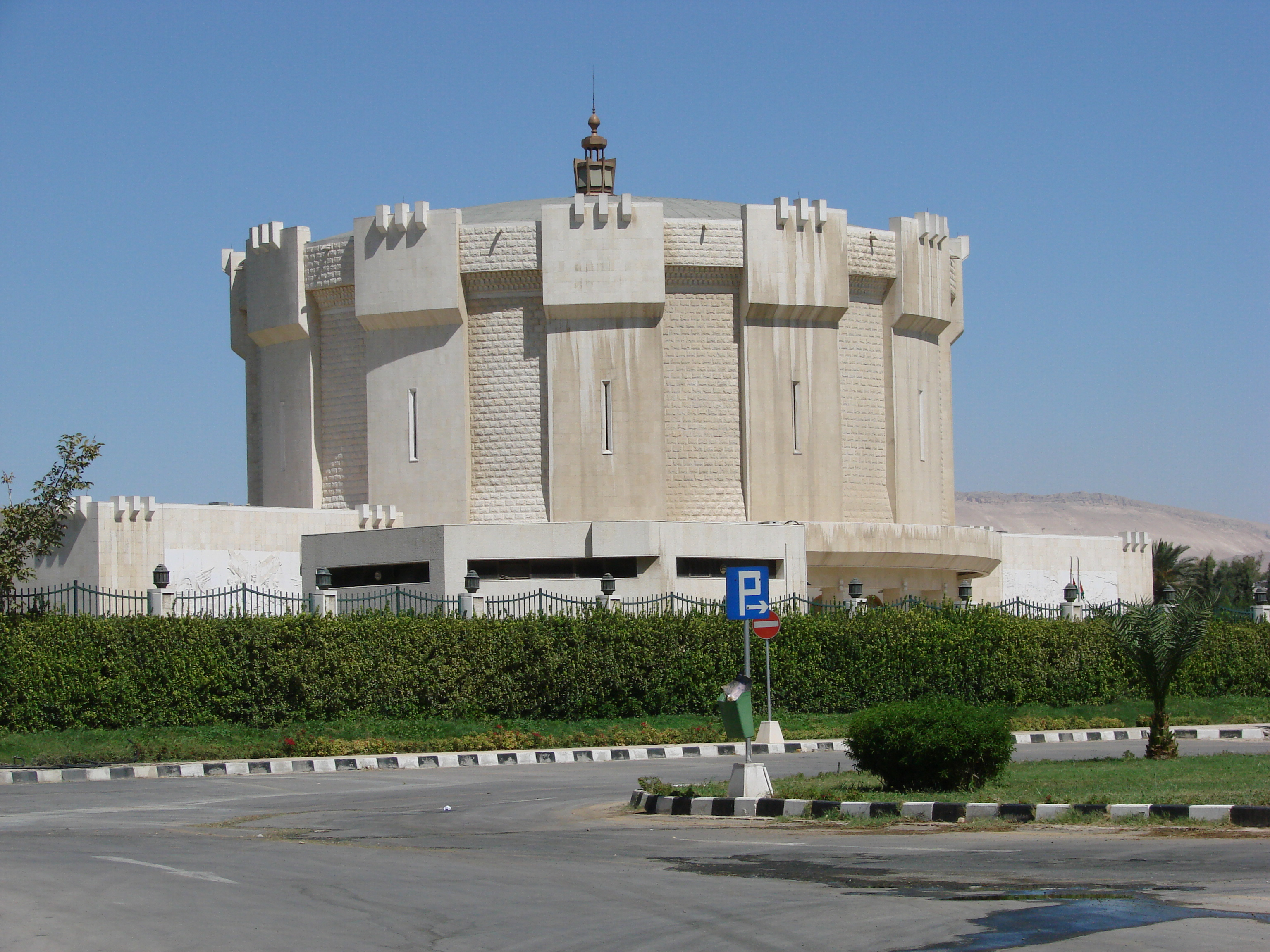
منظر لمتحف حرب تشرين
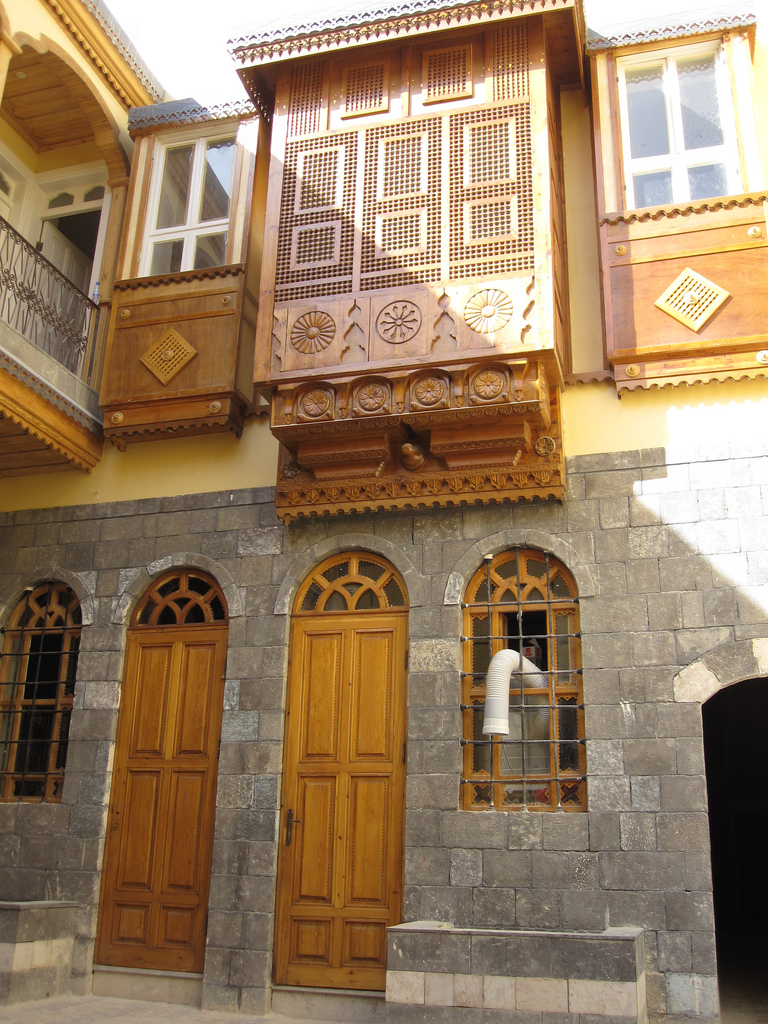
بيت قديم في الحي اليهودي
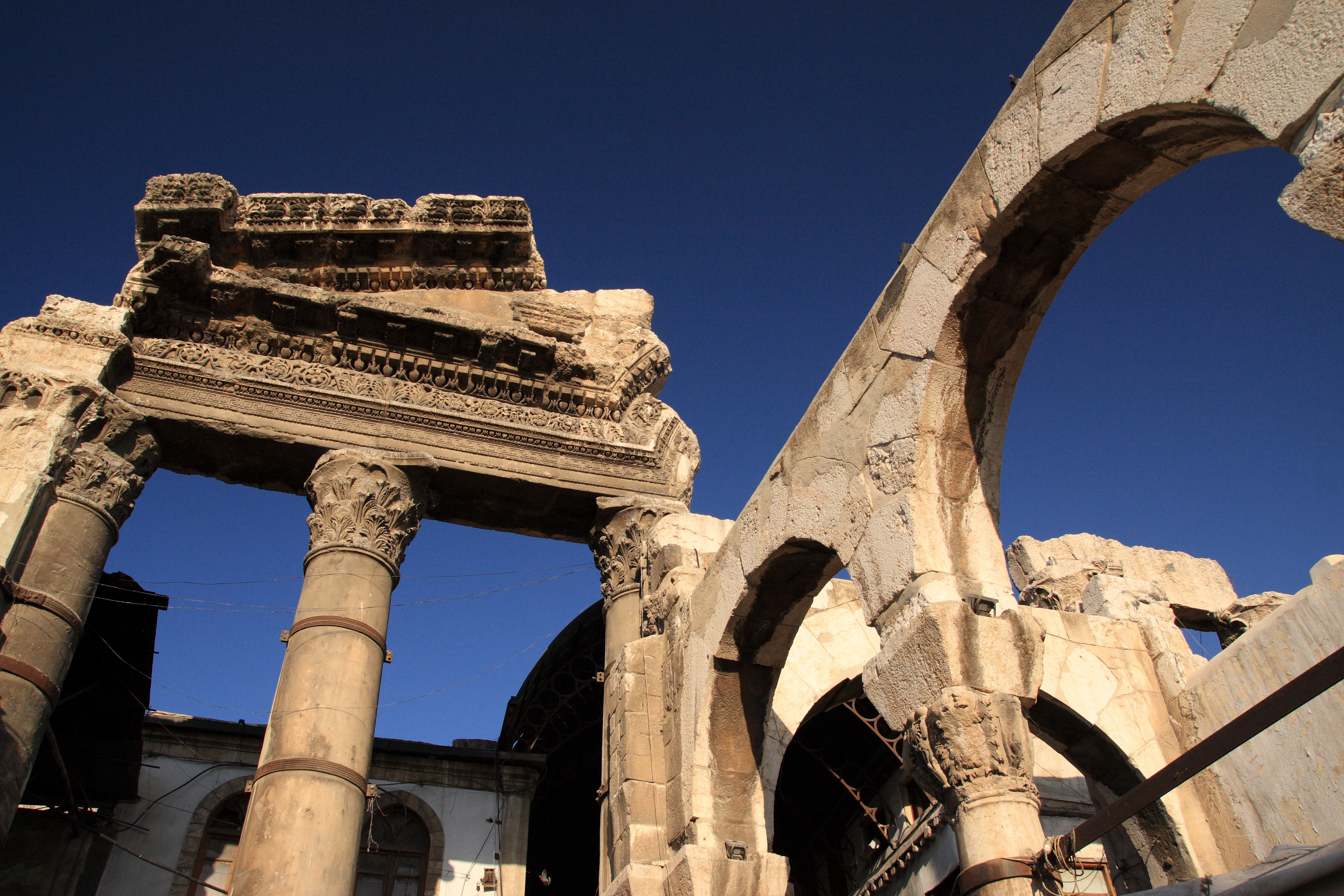
آثار من بوابة المعبد الغربية
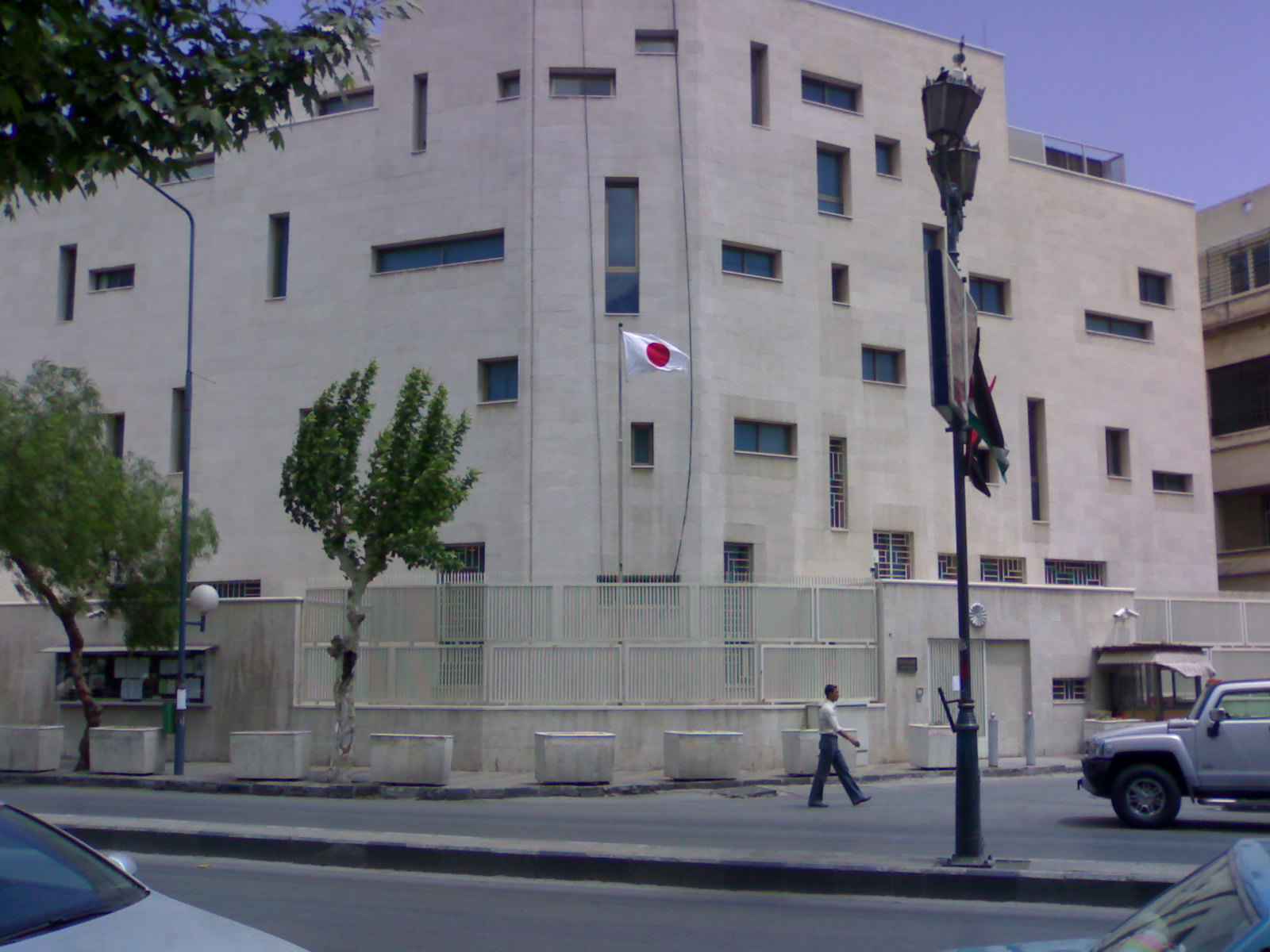
مبنى السفارة اليابانية في دمشق
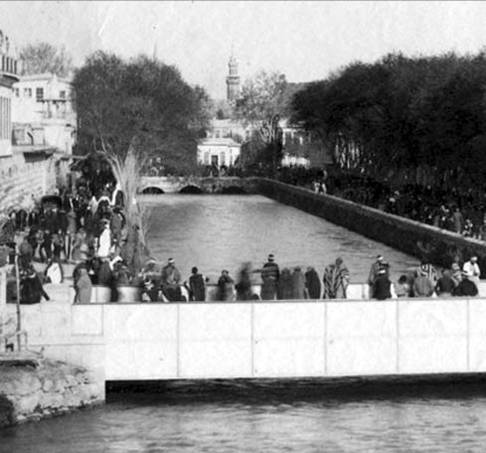
جسر فيكتوريا على نهر بردى ويظهر جزء من فندق فكتوريا أكبر فنادق دمشق، والمملوك لعائلة العابد
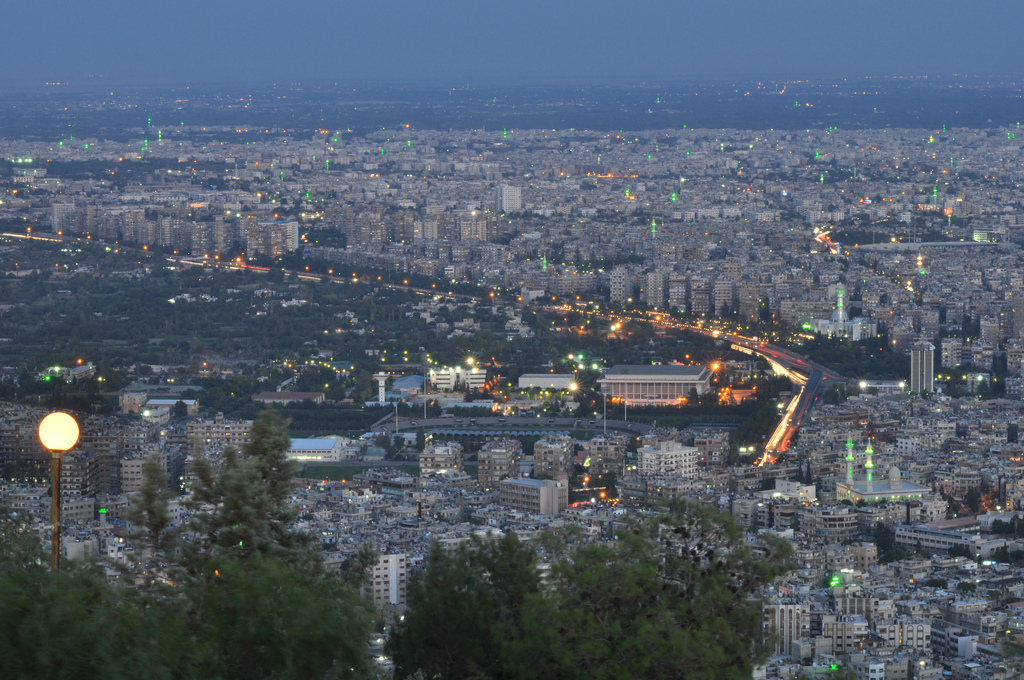
منظر عام ليلا
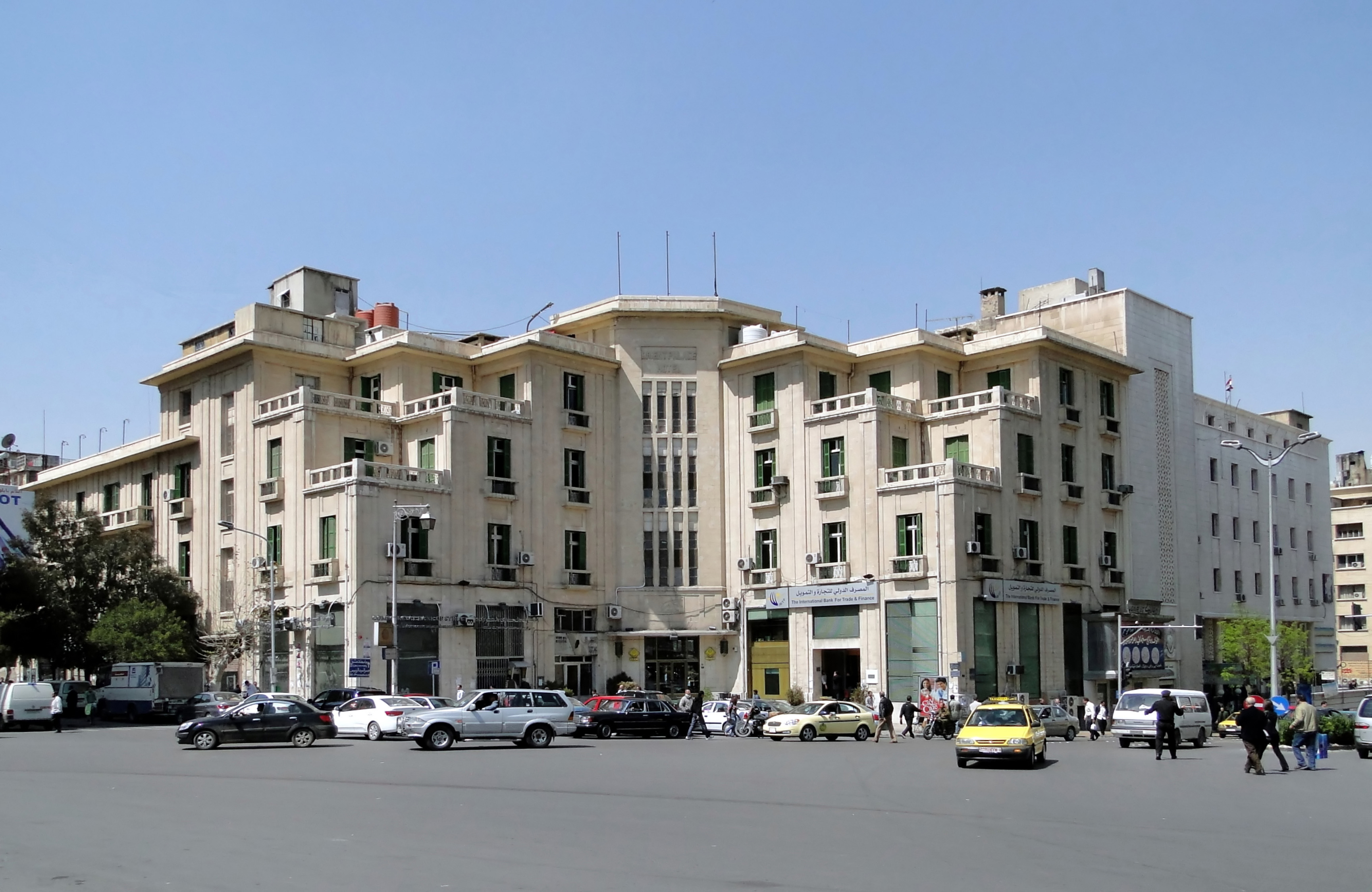
فندق الشرق
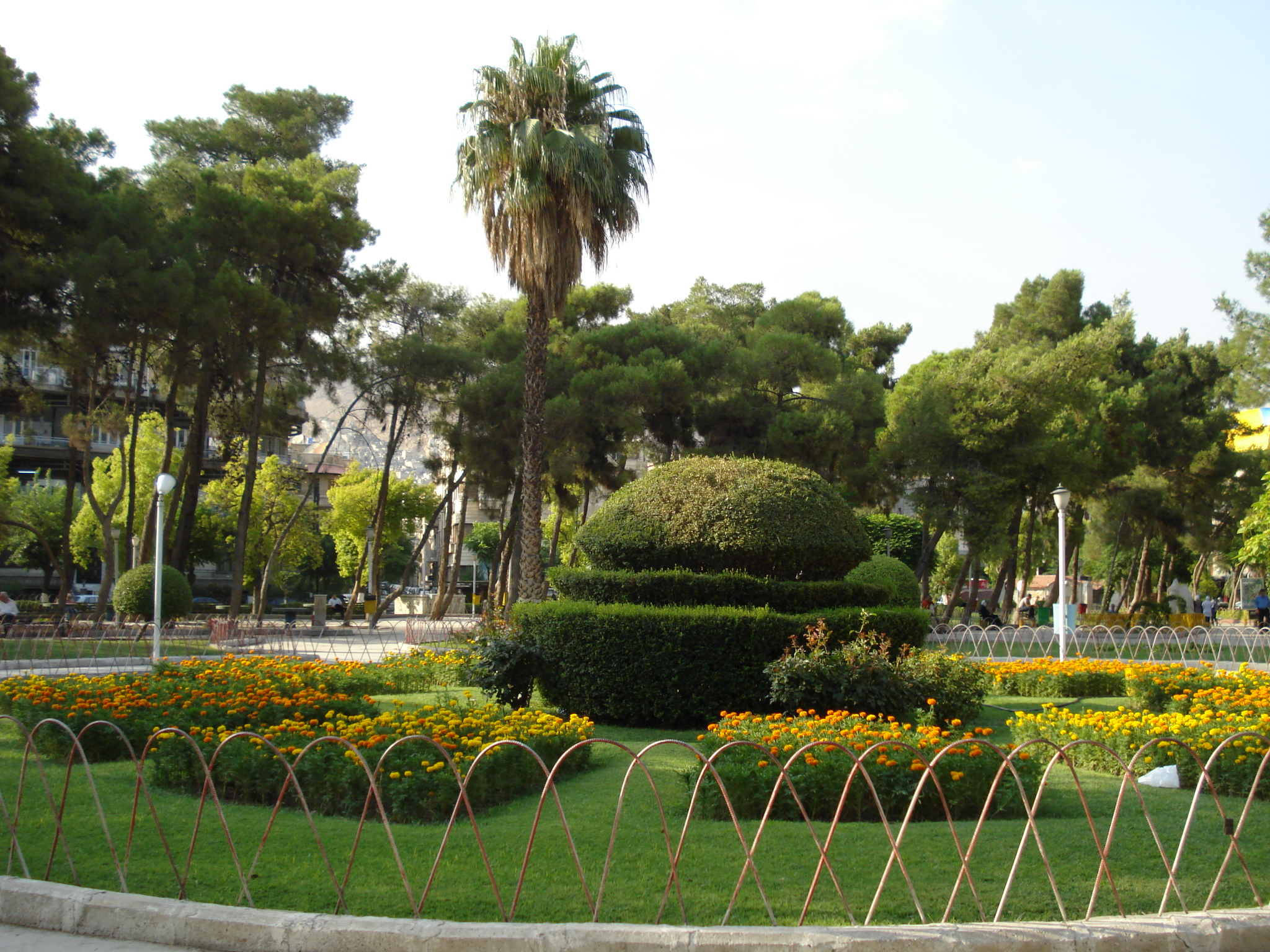
حديقة السبكي في دمشق
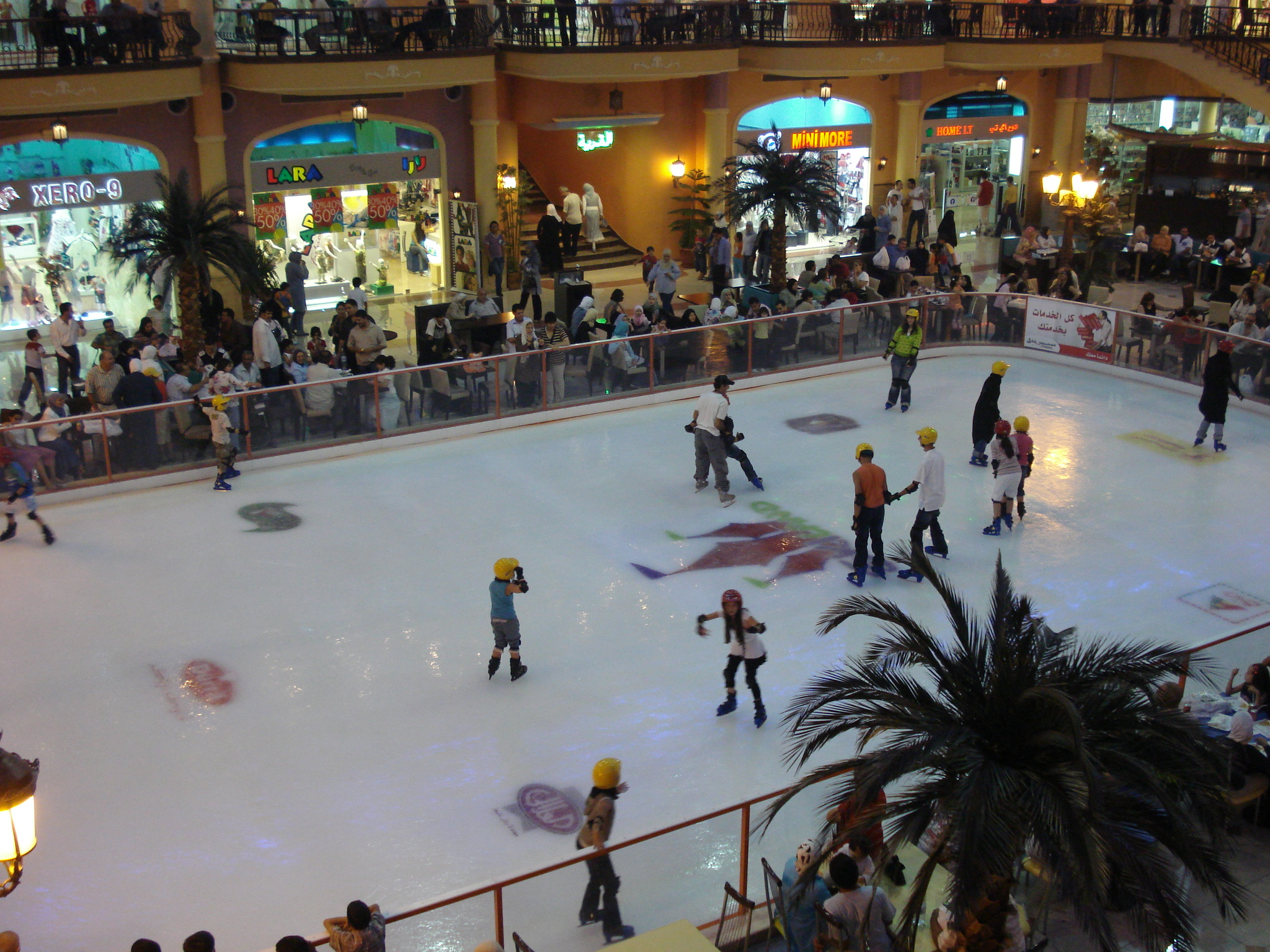
صالة تزلج على الجليد في دمشق
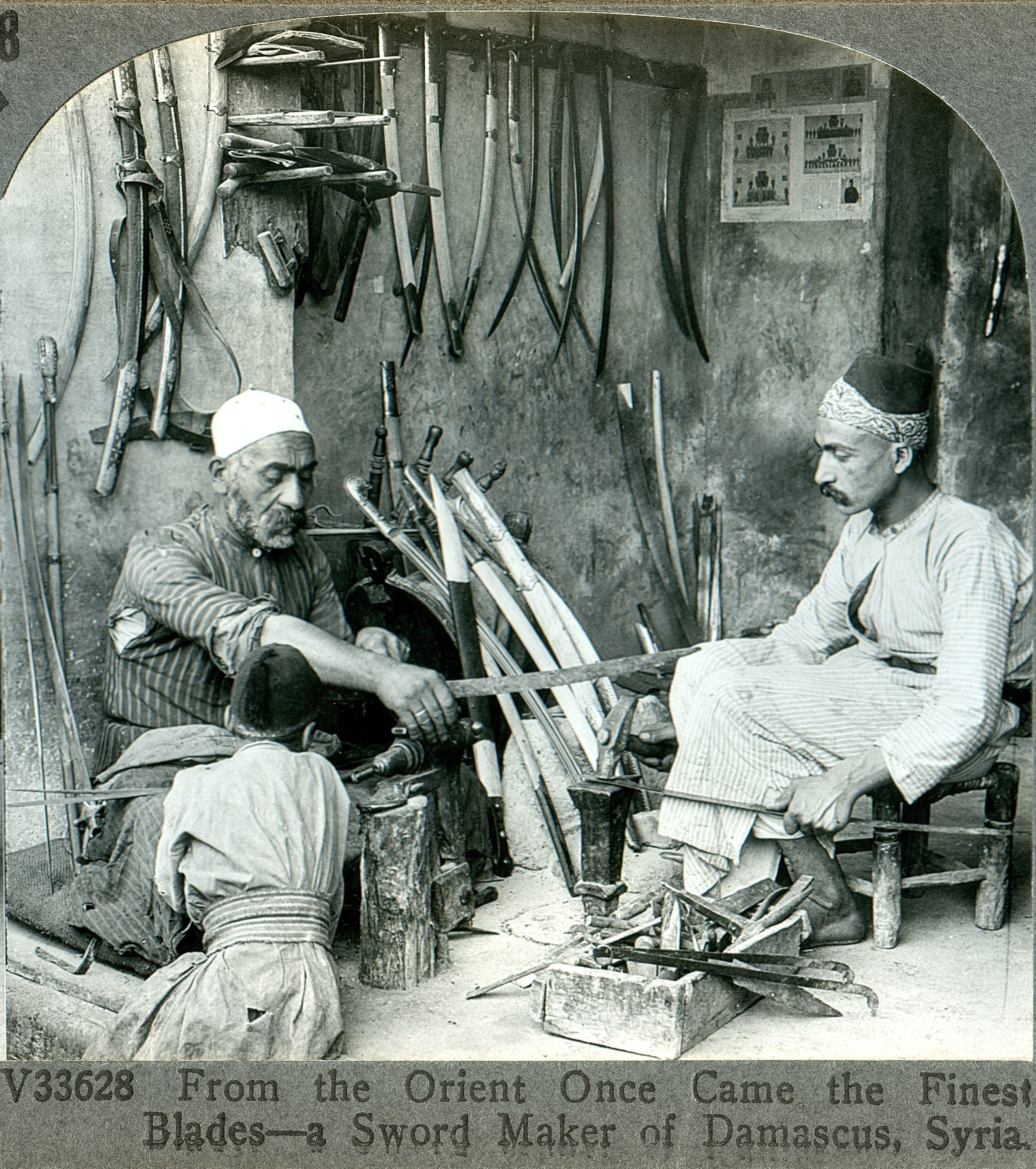
حرفي يمارس مهنة صناعة السيوف الدمشقية الشهيرة في تاريخ دمشق

### كتب
- التقرير الوطني للتنمية البشرية، مجموعة من المؤلفين، منشورات رئاسة الوزراء السورية، دمشق 2005.
- تاريخ سورية المعاصر، كمال ديب، دار النهار، طبعة أولى، بيروت 2011.
- تاريخ سوريا ولبنان وفلسطين، فيليب حتي، ترجمة كمال اليازجي، دار الثقافة، بيروت 1983.
- سورية وفلسطين تحت الحكم العثماني، قسطنطين بازيلي، دار التقدم، موسكو 1989.
- دمشق الفيحاء، جوزيف كلاس، احتفالية دمشق عاصمة للثقافة العربية، دمشق 2008.
- دمشق الشام، مجموعة من الــمؤلـفـيـن، دار الكرنك، الطبعة الأولى، دمشق 1999.
- دمشق في عصر المماليك، نقولا زيادة، مؤسسة فرانكلين للطباعة والنشر، بيروت 1966.
- دمشق في العصر العباسي، إسماعيل أحمد، دار دمشق، الطبعة الأولى، دمشق؟.
- مشيدات دمشق ذوات الأضراحة وعناصرها الجمالية، قتيبة الشهابي، وزارة الثقافة السورية، الطبعة الأولى، دمشق 1995.
- سوريا صنع دولة وولادة أمة، وديع بشور، دار اليازجي، الطبعة الأولى، دمشق 1994.
- سورية في العصور الكلاسيكية، موريس سارتر، ترجمة محمد الدنيا، الهيئة العامة السورية للكتاب، دمشق 2008.
- سورية والانتداب الفرنسي، يوسف الحكيم، دار النهار، الطبعة الأولى، بيروت 1983.

## مواقع خارجية
- موقع محافظة دمشق.
- أهم الأحداث في تاريخ دمشق من موقع فهرس.نت